# Burning Man
Cet article possède un paronyme, voir Burning.
Ne doit pas être confondu avec Burning Men.
Burning Man (ou le Burning Man), aussi abrégé BM, est un grand rassemblement, qui se tient chaque année dans le désert de Black Rock au Nevada (États-Unis) pendant neuf jours. Il a lieu la dernière semaine d'août, le premier lundi de septembre étant férié aux États-Unis (fête du travail). Souvent considéré comme étant un festival, son organisation et sa communauté insistent sur le fait que Burning Man n'est pas un festival, mais plutôt le rassemblement d'une communauté, dans une ville temporaire, ou encore un mouvement culturel mondial, basé sur dix principes. Il est aussi parfois considéré comme un festival transformationnel.
En français, « burning man » se traduit littéralement par « l'homme qui brûle » (de to burn, « brûler », et man, « homme »). C'est Larry Harvey qui propose en 1986 la crémation festive d'un mannequin géant sur la plage de Baker Beach, qui fait face au Golden Gate Bridge à San Francisco. En 1990, l'événement est déplacé dans le Nevada pour permettre l'accueil, dans une ville temporaire en plein désert, d'installations (Art Camps) et de participants (burners) de plus en plus nombreux.
Cette cité éphémère, reconstituée chaque année, prend le nom de Black Rock City. Elle devient, le temps de l'événement, l'une des villes les plus peuplées du Nevada. L’événement attire désormais des groupes de participants provenant d'Europe et d'Asie, ayant les moyens financiers et l'envie de se retrouver dans l'ambiance de cet environnement hors normes.
L'art est une des composantes majeures de l'événement et donne lieu à l'une des plus grandes créativités à ciel ouvert temporaire, dans un des environnements les plus hostiles qui soit sur la planète. Ce sont des centaines d'œuvres, souvent très grandes, qui sont mises en place par des groupes de participants.
D'un point de vue individuel, l'expérience fait la part belle à l'expression personnelle et à la créativité, reprenant l'esprit des mouvements dits « alternatifs », quoique le grand nombre de participants puisse parfois la rendre éprouvante (on peut parler d'une épreuve physique et sensorielle). L'événement a les traits d’une utopie temporaire, mais aussi d’une fête païenne pendant laquelle un mannequin géant, « The Man », est brûlé, traditionnellement le samedi soir, veille de la fin du festival (celui-ci se terminant avec l'incendie du Temple le lendemain). Dix préceptes, dits « principes Burning Man », mis en place par les organisateurs, structurent et encadrent l'événement. Ce « décalogue » philosophique porte tant sur la morale individuelle (libre expression, autogestion) que collective (bénévolat, proscription du commerce, créativité en commun). Le processus à l'œuvre enjoint aussi à abattre les barrières, aussi bien à l’intérieur de soi qu’entre les individus de la collectivité.

## Histoire

### De 1986 à 1989: naissance

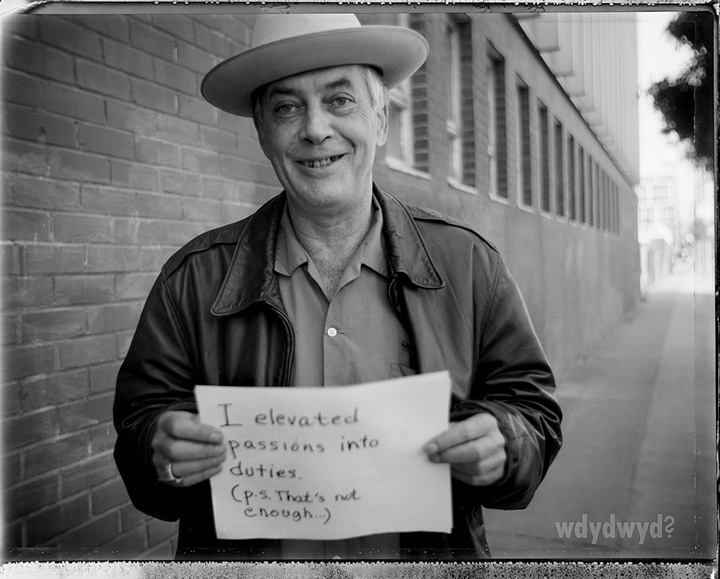
Larry Harvey, un des cinq fondateurs du Burning Man.

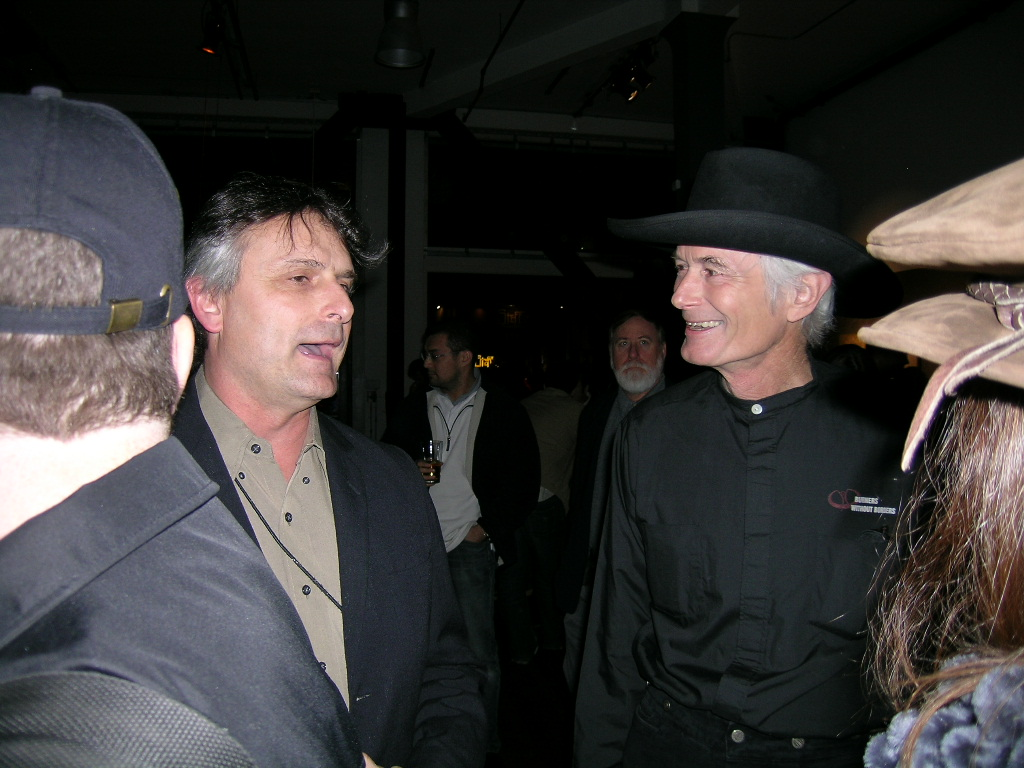
Deux des fondateurs de Burning Man : John Law (à gauche) et Michael Mikel (à droite).

La manifestation annuelle connue sous la dénomination de Burning Man débute comme un feu de joie rituel au solstice d’été de 1986, lorsque Larry Harvey, jardinier paysagiste, Jerry James, charpentier, John Law (en) et quelques-uns de leurs amis se réunissent sur la plage nudiste de Baker Beach, à San Francisco,, et brûlent une effigie humaine en bois haute de 2,40 mètres, ainsi qu'une statue de chien plus petite. Selon la légende qui entoure ce moment fondateur, les gens auraient accouru pour assister à ce spectacle, ce qui aurait convaincu Harvey, qui n’avait tout d’abord aucune intention particulière, de l'intérêt des gens pour ce genre de manifestation. Harvey décrit cette action d'incendier ces effigies comme une « expérience » et un « acte spontané d’expression de soi radicale ».
Cependant, l'origine de cette manifestation semble être antérieure à 1986. La sculptrice Mary Grauberger, une amie de Janet Lohr, compagne de Harvey, organisait des rassemblements autour de bûchers au solstice sur cette plage depuis déjà plusieurs années. Larry Harvey assista à plusieurs de ces événements. Lorsque Grauberger cessa de les organiser, Harvey reprit le flambeau. Ainsi, lui, John Law et Jerry James construisirent pour l’événement de 1986 une effigie de bois en lieu et place du simple bûcher.
Comme le concept d'un homme de bois en feu pouvait faire penser à la fois à un rite païen de sacrifice et au film The Wicker Man (l’Homme d’osier), pour clarifier le nom de l'événement en 1988, plutôt que de laisser le nom « Wicker Man » devenir la dénomination du nouveau rituel, ils choisissent d’utiliser le nom de « Burning Man ».

### De 1990 à 1996: nouveau site

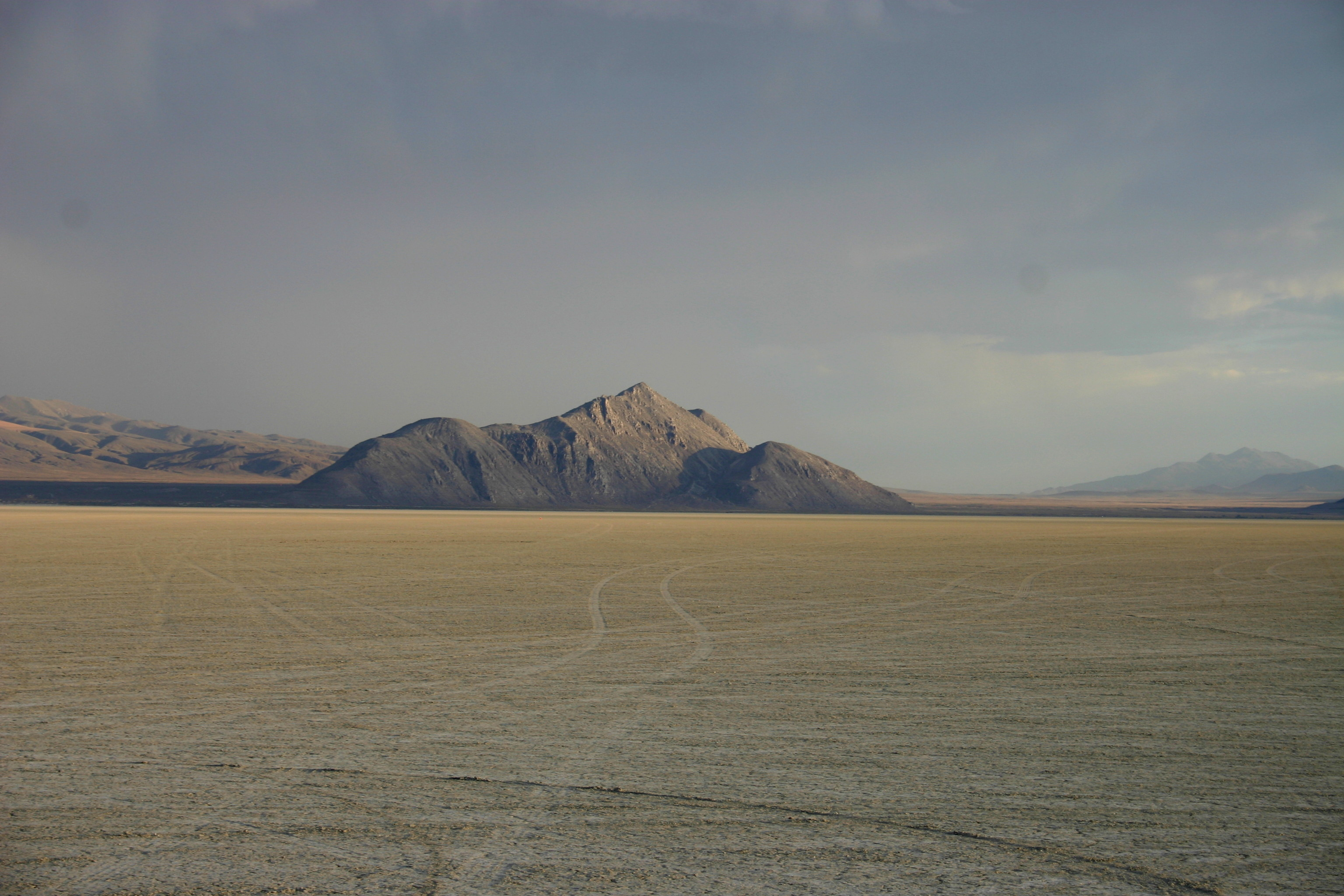
Désert de Black Rock, dans le Nevada.

En 1990, indépendamment de ces crémations à San Francisco, Kevin Evans et l’artiste californien John Law organisent une manifestation dans une plaine sablonneuse du Nevada, le lit d'un lac asséché, sorte de sebkha, mais localement appelé Playa,, écartée, très peu connue du grand public, située à 150 km au nord de Reno et désignée sous le nom de Black Rock Desert. Cette manifestation est conçue par Evans comme un événement dadaïste, avec une sculpture temporaire destinée à être incendiée et des performances de type situationniste. Il prie John Law, qui est un des fondateurs de la Cacophony Society et qui a aussi une connaissance de ce milieu aride, d'en devenir l'organisateur attitré. Dans le bulletin d’information de la Cacophony Society, l’événement est annoncé sous la dénomination de Zone Trip #4, A Bad Day at Black Rock(inspiré du film homonyme Bad Day at Black Rock). Entre-temps, les bûchers sur la plage sont interrompus par la police de San Francisco, faute d’autorisation officielle. Après avoir négocié un compromis selon lequel « l’Homme » pouvait être monté, mais non plus incendié, les organisateurs de la manifestation démontèrent l’effigie et la rapportèrent au terrain vacant où elle avait été construite. Mais peu après, ce terrain devint un parking. Les jambes et le torse de l’Homme furent découpés à la tronçonneuse et jetés. C'est le deuxième moment fondateur de BM : en effet, sous la direction de Dan Miller, qui partageait le même appartement avec Harvey depuis de longues années, l’effigie put être reconstruite, juste à temps pour être emmenée à Zone Trip #4.
Les playas constituant un milieu désertique dangereux, où existent des risques de déshydratation et même de mort, Michael Mikel, un autre membre de Cacophony Society, constitue un groupe d'aide aux participants. Il nomme ce groupe Danger Ranger et crée les Black Rock Rangers.
Dans ses premières années, la communauté se développe par le seul bouche-à-oreille. Tous étaient considérés comme des participants par le simple fait qu'ils sont capables de survivre dans la plaine désolée, surréaliste et sans piste du désert de Black Rock. Il n'y a pas d'artistes ou d'interprètes rémunérés ou programmés, pas de séparation entre l'espace artistique et l'espace de vie, pas de règles autres que « ne pas gêner l'expérience immédiate de quelqu'un d'autre » et « pas d'armes à feu dans le camp central ». Ainsi sont jetées les bases de la ville temporaire de Black Rock City. Organisée, en un premier temps, par Law et Mikel, à partir d’une idée d’Evans, et en collaboration avec Harvey et James et l’équipe de BM. À l'instar du bûcher sur la plage de San Francisco, la nouvelle manifestation allait doubler son affluence année après année, par le seul effet du bouche-à-oreille, accueillant à chaque fois plus de créateurs et d'artistes.
1991 est la première année où la manifestation, qui a encore Burning Man pour unique appellation, reçoit une autorisation officielle de la part de l'Office fédéral d'aménagement du territoire. 1991 est également l'année où la « danseuse de feu » et performeuse Crimson Rose participe à l'événement pour la première fois. Elle deviendra membre fondatrice de la Black Rock City LLC du Black Rock Arts Foundation au sein du BM.
1992 voit la naissance d'un événement plus petit et intensif à proximité, appelé Desert Siteworks (en), conçu et mis en place par William Binzen et la Cacophony Society (avec l'aide de Judy West en 1993 et 1994). Cet événement annuel d'environ 20 participants la première année et une centaine la deuxième et la troisième année, d'une durée de plusieurs semaines, se tient pendant le solstice d'été dans diverses sources chaudes fertiles entourant le désert. Les participants construisent des œuvres d'art et participent à des performances autogérées. Certains des principaux organisateurs de BM faisaient également partie de Desert Siteworks (John Law, Michael Mikel). Les deux événements est donc l'occasion d'un grand échange d'idées et de participants, en inspirant notamment le BM. Le projet Desert Siteworks se déroule sur trois ans (1992-1994).
En 1995, la trash fence (« clôture à ordures ») est mise en place autour de BRC pour la première fois,. Destinée à retenir toutes les ordures qui s'envolaient jusque-là dans le désert pendant et après le BM, en contradiction avec la politique du Leave No Trace. Elle est constituée de plusieurs centaines de mètres de filets de 60 cm de haut, placés au nord de BRC. Par la suite (1997), elle deviendra une enceinte entourant totalement BRC, en forme de pentagone, mesurant 1,20 m de haut et 14,5 km de long. 1996 est la dernière année où l'événement se tient au milieu du désert de Black Rock sans clôture fermée.
Avant que l'événement ne soit ouvert au public, un travailleur nommé Michael Furey, ami de John Law, se tue dans un accident de moto alors qu'il se rend de Gerlach-Empire au BM. Harvey a, par la suite, insisté sur le fait que la mort n'avait pas eu lieu au Burning Man, puisque les portes n'étaient pas encore ouvertes. Il s'ensuit un violent désaccord à propos de ces incidents et d'autres questions entre Harvey et Law.
Pendant le BM, un couple est écrasé dans sa tente par une voiture d'artiste alors qu'il se rendait au « rave camp », à l'époque éloigné du camp principal.
Après l'événement de 1996, le cofondateur John Law se retire de l'organisation du Burning Man et déclare publiquement que l'événement ne devait pas continuer (pour plus de précisions, voir à ce propos le livre This is Burning Man de Brian Doherty, référencé en annexe). Il demandera cependant à conserver une partie de la marque Burning Man.

### De 1997 à 2012: sur une plus grande échelle

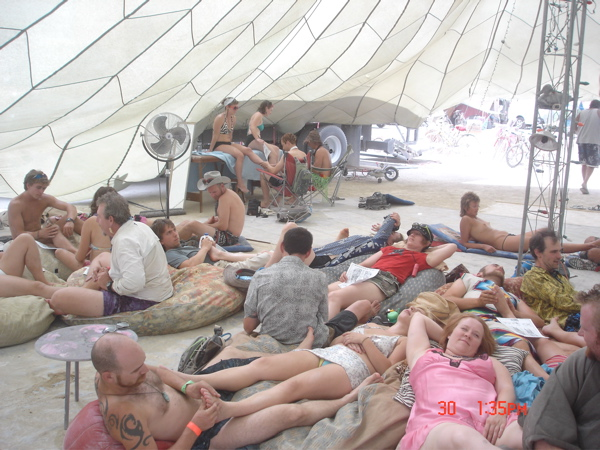
Participants à Burning Man, édition 2007.

L'année 1997 est une année charnière pour l'événement. Dès 1996, l'événement attirait déjà 8 000 personnes et la circulation automobile sur la playa devient un gros problème de sécurité. Afin de pouvoir appliquer une interdiction de l’usage de la voiture et de requalifier l'événement en manifestation réservée aux seuls piétons, bicyclettes et « véhicules d’art », il est décidé de déménager vers une propriété privée clôturée. L'événement est déplacé vers la zone de Fly Ranch, avec le petit lac asséché adjacent Hualapai . Cela déplace Burning Man du comté de Pershing, sur les terres fédérales du Bureau de gestion du territoire (BLM), vers la juridiction du comté de Washoe. Ceci entraîne une longue liste de conditions pour se conformer aux nouvelles exigences pour obtenir les autorisations nécessaires à la tenue du festival.
Pour se conformer à ces exigences et pour gérer la charge de responsabilité accrue, les organisateurs (aussi appelés Founders : les fondateurs), Larry Harvey, Marian Goodell, Harley Dubois, Michael Mikel, Will Roger, Crimson Rose, créent la Black Rock City LLC, (une LLC étant l'équivalent d'une SARL), avec l'aide de Dana Harrison (en). Will Roger Peterson et Flynn Mauthe créent le Department of Public Works (DPW) pour organiser le quadrillage de la « ville » (une exigence des autorités pour que les véhicules d'urgence puissent être dirigés vers une « adresse ») conçu par Rod Garrett, un architecte. Rod Garrett a continué à concevoir la ville jusqu'à sa mort, en 2011, à l'âge de 76 ans. On lui doit[style à revoir] également la conception de toutes les bases humaines de 2001 à 2012, du café du camp central et du premier camp. En 1997 l'interdiction de circuler permet d'éviter les incidents avec les véhicules. En 1998, le BM est de retour dans le désert de Black Rock, avec la création d'une clôture temporaire du périmètre. L'événement y est resté depuis.
Depuis lors, un des défis affrontés par cette société est de trouver un équilibre entre la liberté des participants — élément déterminant de l’expérience — et les prescriptions des divers organismes de la puissance publique, tels que le Bureau de gestion du territoire (BLM). Au fil des ans, de nombreuses obligations et restrictions sont introduites, telles qu'un agencement des rues selon une grille semi-circulaire, une limitation de vitesse à 5 miles à l'heure (8 km/h), une interdiction de rouler en voiture, excepté pour les « véhicules mutants » et les voitures de service, imposition de normes de sécurité pour les « véhicules mutants », obligation de brûler ses œuvres d’art dans le périmètre prévu à cet effet, interdiction des feux d’artifice (puis réglementation), et une interdiction d'introduire des animaux.
Depuis 2002, l'étendue au-delà de la trash fence n’est plus accessible aux visiteurs pendant toute la semaine de l'événement.
Un visiteur qui avait été accidentellement brûlé lors de l'événement de 2005 poursuit sans succès Black Rock City LLC devant la Cour supérieure du comté de San Francisco. Le 30 juin 2009, la cour d'appel du premier district de Californie confirme le jugement en référé rendu par le tribunal de première instance en faveur de Black Rock City LLC, au motif que les personnes qui marchent délibérément vers l'effigie en feu après qu'elle a été allumée assument le risque de se faire brûler par quelque chose d'aussi manifestement dangereux. En 2007, John Law intente un procès à ses deux anciens partenaires Harvey et Mikel (ainsi qu'à Black Rock City LLC, entre autres) concernant l'utilisation du nom Burning Man. Il réclame que ce nom ne soit plus une marque déposée et tombe dans le domaine public. Au terme du procès qui s'ensuit, un accord confidentiel est signé entre les parties, et Law retire sa plainte.

### De 2012 à 2019

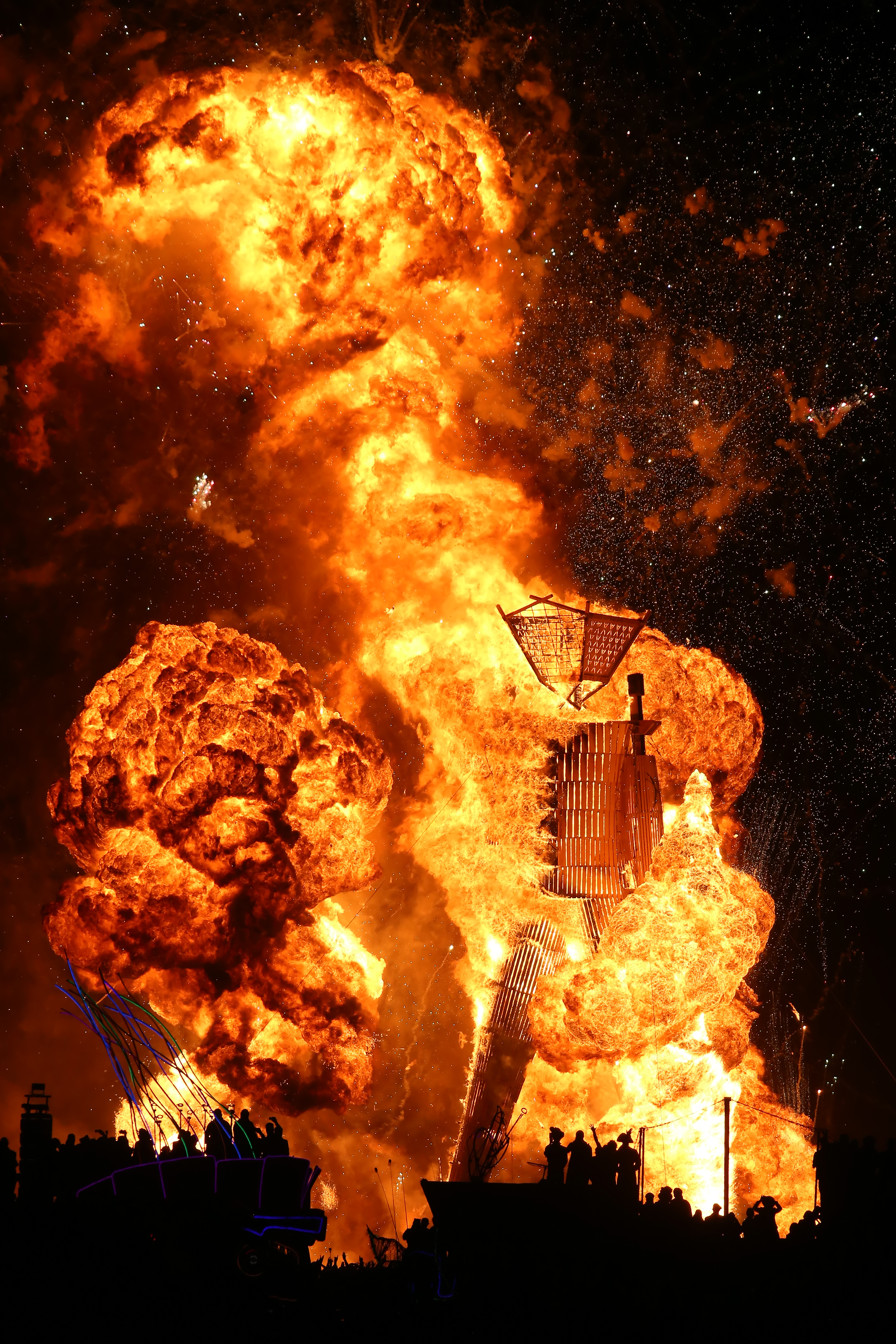
Burning Man, édition 2014.

En décembre 2013, Black Rock City LLC devient une filiale à but non lucratif de Burning Man Project, bien que cette décision ait été controversée par les fondateurs. En 2014, Burning Man devient légalement une organisation à but non lucratif.
Le 3 septembre 2017, un homme de 41 ans, Aaron Joel Mitchell, franchit un cordon de sécurité composé de volontaires et de pompiers et se jette dans les flammes de l'effigie principale du Burning Man. Il décède le lendemain de ses brûlures au troisième degré sur 98 % de son corps. Alors qu'un membre réputé du DPW prétend qu'il avait voulu tenir un pari de courir à travers les flammes, sa mort est considérée comme un suicide,,,.
Le 4 avril 2018, Larry Harvey, fondateur du BM, décède d'un accident vasculaire cérébral. Le BM n'est pas remis en question et les organisateurs déclarent « If there’s one thing we know for sure, Larry wants us to burn the man » (« S'il y a une chose que nous savons de façon certaine, c'est que Larry veut que nous brûlions le Man »).

### 2020 et 2021: adaptation à la pandémie de Covid-19
L'édition 2020 est annulée pour la première fois depuis sa création à la suite de l'épidémie du coronavirus qui frappe très durement les États-Unis. L'édition physique à Black Rock City est remplacée par une édition virtuelle sur Internet, baptisée le Multivers. Pour cet événement inhabituel, l'organisation décide de rembourser les billets, bien que ceux-ci soient vendus explicitement comme étant non remboursables.
Cela entraîne d'énormes difficultés financières pour l'organisation, qui sollicite les dons afin de compenser la perte des ventes de billets. C'est aussi une perte pour la commune de Gerlach, qui bénéficie des retombées économiques du BM et qui a déjà vu sa fréquentation habituelle (hors BM) baisser à cause de la pandémie de Covid-19.
Dès la fin de l'édition virtuelle, la date du 4 septembre 2021 est annoncée, sous forme de compte à rebours, comme jour du brûlage du Man de l'édition suivante.
En juillet 2021, l'organisation annonce la tenue d'une seconde édition virtuelle, un second « Virtual Burn », d'une durée de deux semaines, du 22 août au 7 septembre. Elle reprend pour base les six univers virtuels mis en place lors de l'édition 2020. Fin août 2021, aux dates habituelles du BM, entre 10 000 (chiffre des autorités locales) à 25 000 personnes (estimation difficile à vérifier du fait de l'absence du comptage habituels des billets d'entrée) se réunissent sur la playa et organisent un rassemblement « sauvage », gratuit et limité. Cet événement est baptisé Renegade Burn (le Burn Renégat), ou Plan B Burn, ou encore Rogue Burn. De nombreux burners frustrés par ce qui devait être la deuxième année sans le Burning Man ont voulu se réunir à nouveau et célébrer. Il est mis en place sans le moindre lien avec l'organisation habituelle Burning Man Project. Le BLM, présent lors de l'événement au travers de ses rangers, et dans ces conditions particulières, impose des règles plus restrictives qu'habituellement, notamment l'interdiction de l'alcool, des lasers, et les feux autres que les feux de camp des participants y sont proscrits. Il n'y a donc pas de « burn ». Il n'y a ni Man, ni grandes installations comme à l'habitude. Cependant, d'autres grands classiques du BM sont présents comme les camps à thèmes, bien qu'en plus petit nombre. On y voit des véhicules artistiques réduits à leur plus simple expression, comme des vélos. Deux temples sont construits, plusieurs DJ se produisent.
Pour pallier l'absence de l'effigie, pendant l'événement un ballet aérien de drones synchronisés est présenté, et reconstitue le Man.
Il n'y a, lors de cet événement, aucune des facilités habituelles comme un support médical et psychologique, la possibilité de se restaurer ou de trouver de la glace (bien que certains participants y aient pourvu au travers de leurs camps), ni même les toilettes portables mises en place habituellement par l'organisation. De ce fait, cet événement est vécu par les burners comme un retour aux sources du BM, dans les années 1980-90, demandant une réelle autosuffisance radicale. Malgré cela, l'ambiance est décrite comme très sûre et détendue par les veteran burners, qui restent surpris de la diversité des participants en termes de provenances géographiques et en nombre de « virgin burners ». Certains burners remettent alors en cause l'utilité de l'organisation, le coût prohibitif du billet d'entrée, les règles imposées, la complexité des règles et des démarches à effectuer, notamment pour les participants voulant construire des installations artistiques à grande échelle, tandis que d'autres se posent la question de la pérennité d'un tel événement hors contrôle sur la durée, des accidents corporels impliquant des véhicules ayant déjà eu lieu.

### 2022: retour
En 2022 le BM est de nouveau organisé physiquement. Black Rock City se réinstalle sur la playa, et se tient du 28 août au 5 septembre. La seconde édition du Renegade Burn a elle aussi lieu.

### 2023: année particulière
2023 est une année particulière pour le BM pour diverses raisons. Tout d'abord, la vente de billets semble en diminution. En effet de nombreux témoignages rapportent qu'il est très facile de trouver des tickets, qui ne se sont pas tous vendus sur le site officiel, mais surtout à la revente, où les prix avoisinent la centaine de dollars, comme sur le site  (en). Les raisons à cette baisse des ventes pourraient être multiples. Certains burners ont été échaudés par plusieurs phénomènes. Outre l'inflation qui a frappé toutes les économies du monde et a réduit le pouvoir d'achat de beaucoup de burners, les conditions climatiques toujours plus extrêmes, les préoccupations écologiques face à un évènement de moins en moins admissible du fait de l'utilisation démesurée d'énergies fossiles (que ce soit pour se rendre au BM, pour y rester, et pour l'édification de Black Rock, et son fonctionnement) ont sans doute pesé lourd dans le choix des non-participants.
Peu avant l'ouverture du BM, des activistes des associations Extinction Rebellion et Scientist Rebellion bloquent la route y menant. Ils placent une remorque en travers de la route et s'y enchaînent, en signe de protestation pour sensibiliser les burners sur le réchauffement climatique et l'impact négatif de l'évènement. C'est la première fois qu'une action de ce type est menée contre l'évènement.
Le vendredi 1er septembre 2023, de fortes pluies dues à la tempête tropicale Hilary transforment la playa en un champ de boue très collante rendant les déplacements très difficiles, voire impossibles, particulièrement pour les véhicules motorisés. Le shérif du comté et le Bureau of Land Management fait fermer définitivement les portes du BM pour cette année. L'organisation demande aux burners de ne pas quitter le BM, et à ceux qui avaient prévus de venir de faire demi-tour. Au vu des conditions climatiques, l'organisation décide d'annuler tous les brûlages, dont celui du Man. En définitive, grâce à une certaine amélioration de ces conditions, le brûlage du Man est reprogrammé, et à lieu le 4 septembre.
Le samedi 2 septembre 2023, le shérif du comté annonce enquêter sur la mort d'un burner lors de l'épisode de pluie.

### Tableau synoptique
Le tableau ci-dessous illustre la croissance de la taille du festival, qui passe de 20 personnes, à ses débuts, à plus de 78000, en 2019, ainsi que d'autres faits et chiffres.
La taille de l'effigie du Burning Man reste de 12 mètres entre 1989 et 2013. Au cours de ces années, des changements dans la hauteur et la structure de la base expliquent les différentes hauteurs des structures globales.
| Année        | Taille de l'effigie (depuis le sol) | Localisation                            | Fréquentation journalière       | Prix du billet (tarif de base) | Thème | Notes |
| ------------ | ----------------------------------- | --------------------------------------- | ------------------------------- | ------------------------------ | --- | --- |
| 1986         | 2,4 m                               | Baker Beach, San Francisco              | 20                              | Gratuit                        | Néant | Au solstice d’été, Larry Harvey et Jerry James construisent et brûlent un homme en bois sur Baker Beach, une plage de San Francisco, prolongeant une tradition instaurée par Mary Grauberger. |
| 1987         | 6 m                                 | Baker Beach                             | 80                              | Gratuit                        | Néant | |
| 1988         | 10 m                                | Baker Beach                             | 150-200                         | Gratuit                        | Néant | |
| 1989         | 12 m                                | Baker Beach                             | 300+                            | Gratuit                        | Néant | Première mention du rituel Burning Man dans « Rough Draft », bulletin d’information de la Cacophony Society de San Francisco. |
| 1990         | 12 m                                | Baker Beach / Black Rock Desert, Nevada | 500 / 120                       | Gratuit                        | Néant | Au solstice d’été, une effigie est érigée sur la Baker Beach, mais sans être incendiée. « L'Homme » est invité à Zone Trip #4 organisé par la Cacophony Society le week-end de la fête du travail dans le désert de Black Rock au Nevada. |
| 1991         | 12 m                                | Black Rock Desert                       | 250                             | 15 $                           | Néant | Première année où l’effigie est dotée de tubes néon. |
| 1992         | 12 m                                | Black Rock Desert                       | 600                             | 25 $                           | Néant | Musique amplifiée pour la première fois au BM. Craig Ellenwood et TerboTed ont mis en place un camp, approuvé par Larry Harvey, à un kilomètre du camp central et ont lancé le premier camp Electronic dance music. Les prémices du Center Camp sont installés pour la première fois. |
| 1993         | 12 m                                | Black Rock Desert                       | 1 000                           | 25–40 $                        | Christmas Camp                                                                                               | Le « Camp de Noël » est le premier thème, avec deux membres se déguisant en Père Noël et distribuant des cakes aux fruits et du lait de poule. |
| 1994         | 12 m                                | Black Rock Desert                       | 2 000                           | 30 $                           | ? | Première année des flèches en bois et de l'éclairage électrique. |
| 1995         | 12 m                                | Black Rock Desert                       | 4 000                           | 35 $                           | Le Bien et le Mal (Good and Evil) (non officiel)                                                             | Le « Center Camp Cafe » commence à vendre des boissons. |
| 1996         | 15 m                                | Black Rock Desert                       | 8 000                           | 35 $                           | L'Enfer de Dante (The Inferno)                                                                               | Le thème met en vedette l'Enfer de Dante via HeLLCo (jeu de mots sur hell, enfer+LLC). Première année où l’Homme est monté sur une pyramide de ballots de paille et où les armes à feu sont proscrites du camp central. Première mort accidentelle à la suite de la collision de motos. Trois personnes grièvement blessées lorsqu'une voiture roule sur une tente. Violation de 10 des 16 recommandations de l’Office fédéral d’occupation des sols (BLM), ce qui met le BM en situation de probation pour son édition suivante. À la suite d'une réclamation en dommages et intérêts pour blessure, le montant de la prime d’assurance-responsabilité est multiplié par un facteur 6. Le festival fait l'objet d'un article dans le Wired. |
| 1997         | 15 m                                | Hualapai Playa                          | 10 000                          | 65 $                           | Fertilité (Fertility)                                                                                        | Le comité organisateur de BM crée une structure de gestion, la DPW, chargée de veiller à ce qu'il soit satisfait aux nouvelles conditions d’autorisation imposées à l'événement. Première année où les rues de la ville temporaire (BRC) sont agencées en demi-cercle et où la circulation automobile est interdite. Les autorités policières du comté de Washoe prennent le contrôle de la billetterie, pour assurer les redevances de protection incendie et de sécurité qui avaient augmenté en flèche peu avant la manifestation. |
| 1998         | 16 m                                | Black Rock Desert                       | 15 000                          | 65–100 $                       | Entité nébuleuse (Nebulous Entity)                                                                           | BM retourne dans le désert de Black Rock, bien que beaucoup plus proche de Gerlach qu'auparavant. La Nebulous Entity était le concept satirique de Harvey sur les êtres extraterrestres qui prospèrent grâce à l'information - qui la consomment mais ne la comprennent pas. |
| 1999         | 16 m                                | Black Rock Desert                       | 23 000                          | 65–100 $                       | La Roue du temps (Wheel of Time)                                                                             | Le BM est recensé dans le guide de l’Association américaine des automobilistes, sous la qualification « Super destinations ». |
| 2000         | 17 m                                | Black Rock Desert                       | 25 400                          | 95–200 $                       | Le Corps (The Body)                                                                                          | Première intervention active des autorités policières et judiciaires, conduisant à 60 gardes à vue et poursuites pour délits BLM (aménagement du territoire) et infractions, pour la plupart délits mineurs relatifs à la drogue constatés après surveillance et fouille. |
| 2001         | 21 m                                | Black Rock Desert                       | 25 659                          | 200 $                          | Les Sept Âges (Seven Ages)                                                                                   | Les Sept Âges sont une référence à Seven Ages of Man, monologue de Comme il vous plaira de W. Shakespeare. Plus de 100 poursuites BLM et 5 gardes à vue. |
| 2002         | 24 m                                | Black Rock Desert                       | 28 979                          | 135–200 $                      | Le Monde flottant (The Floating World)                                                                       | L’aérodrome de BRC entre dans sa première année au titre d’aérodrome agréé par la FAA. 135 poursuites BLM et 4 comparutions. |
| 2003         | 24 m                                | Black Rock Desert                       | 30 586                          | 145–225 $                      | Par delà les croyances (Beyond Belief)                                                                       | Chiens interdits pour la première fois. 177 poursuites BLM, 9 comparutions, 10 gardes à vue et un décès. |
| 2004         | 24 m                                | Black Rock Desert                       | 35 664                          |                                | La Voûte céleste (The Vault of Heaven)                                                                       | 218 poursuites BLM, dont plusieurs après verbalisation par agents dissimulés dans un ‘véhicule mutant’ de camouflage. Contrôle des camps au regard de la législation d’État sur les boissons alcoolisées, donnant lieu à une garde à vue. Commissariat de police du comté de Pershing : 27 verbalisations, 4 gardes à vue, 2 comparutions. Police routière : 2 détentions pour conduite en état d’ivresse, 217 comparutions, et 246 avertissements. Un épisode de la série Malcolm a comme sujet le Burning Man. |
| 2005         | 22 m                                | Black Rock Desert                       | 35 567                          | 145–250 $                      | Psyché ― Le conscient, le subconscient et l'inconscient (Psyche - The Conscious, Subconscious & Unconscious) | L'Homme, perché au sommet du labyrinthe d'un palais du rire, peut être tourné par les participants, ce qui déconcerte ceux qui l'utilisent à distance pour se repérer. Œuvre d'art liée au rêve. 218 citations du BLM, 6 arrestations et 1 décès. |
| 2006         | 22 m                                | Black Rock Desert                       | 38 989                          | 185–280 $                      | Espoir et crainte : l'avenir (Hope and Fear : The Future)                                                    | L'Homme monte et descend en reflétant un compteur d'espoir/peur. Des bureaux de vote ont été installés autour de la playa, permettant aux habitants de voter pour ou contre l'avenir de l'homme. Si le vote était plein d'espoir, il brûlerait avec les mains en l'air - et sinon avec les bras baissés. Ils ont voté « espoir » et ses bras ont été levés jusqu'à la fin. 155 citations du BLM et 1 arrestation. Bureau du shérif du comté de Pershing : 1 citation et 7 arrestations. Patrouille routière du Nevada : 234 citations, 17 arrestations et 213 avertissements. |
| 2007         | 20 m                                | Black Rock Desert                       | 47 097                          | 195–280 $                      | L'Homme vert (The Green Man)                                                                                 | L'Homme est prématurément incendié vers 2 h 58 du matin, mardi 28 août, lors d'une éclipse lunaire complète. Un farceur récidiviste, Paul Addis, est arrêté et accusé d'incendie criminel, et l'Homme est reconstruit pour être brûlé comme prévu le samedi. Addis plaide coupable en mai 2008 à un chef d'accusation de dommage à la propriété, est condamné à une peine allant jusqu'à quatre ans de prison dans l'État du Nevada, et est condamné à payer 30 000 dollars de dommages et intérêts. |
| 2008         | 27 m                                | Black Rock Desert                       | 49 599                          | 210–295 $                      | Le Rêve américain (American Dream)                                                                           | Première année où les tickets ne sont pas vendus au portail d’entrée. La taille et la disposition de la ville sont élargies pour accueillir une plus grande playa centrale et une esplanade plus longue. Des vents trop violents et une tempête de sable conduisent à différer de plus d’une heure et demie la crémation de « l’Homme », et le conclave du feu est annulé. De nombreux contributeurs de longue date se sont retirés, prétendument en raison du thème choisi (Le rêve américain), de l'emprisonnement du dissident Addis et de la séparation des fondateurs. Le périmètre du BRC est agrandi à 14 km. Le BLM ordonne six gardes à vue et 129 comparutions. |
| 2009         | 23 m                                | Black Rock Desert                       | 43 558                          | 210–300 $                      | Évolution (Evolution)                                                                                        | Les billets sont à nouveau vendus à l'entrée. À la suite de certaines critiques, la taille et la disposition de la ville sont ramenées à peu près au même niveau que l'événement de 2007. Les responsables du BLM déclarent qu'à midi samedi, 41 059 personnes étaient présentes au BM, et que la foule atteint un sommet de 43 435 personnes vendredi midi, une baisse notable après des années de croissance constante de la fréquentation, due principalement au krach boursier de 2008. Le BLM délivre 287 citations et procède à 9 arrestations. |
| 2010         | 32 m                                | Black Rock Desert                       | 51 525                          | 210–300 $                      | Metropolis                                                                                                   | Pour la première fois le Burning Man accueille plus de 50 000 personnes. L'ouverture a eu lieu plus tôt cette fois : dimanche 18 h. Le BLM ordonne huit gardes à vue et 293 comparutions. |
| 2011         | 32 m                                | Black Rock Desert                       | 53 963                          | 210–360 $                      | Rites de passage (Rites of Passage)                                                                          | Selon Black Rock LLC, 27 000 billets (tous à tarif réduit) sont vendus à midi le jour suivant l'ouverture des ventes. Pour la première fois dans l'histoire de Burning Man, tous les billets ont été vendus avant l'événement, le 24 juillet 2011. |
| 2012         | 12 m sur un socle de 15 m           | Black Rock Desert                       | 56 149                          | 240–420 $                      | Fertilité 2.0 (fertility 2.0)                                                                                | En raison de la pré-vente totale des billets en 2011, Burning Man a opté pour un système complexe de vente de billets à plusieurs tours et à sélection aléatoire, avec un programme distinct pour les personnes à faibles revenus. Le 27 janvier, le Burning Man Project annonce que le nombre de billets demandés lors de la vente principale était d'environ 120000 contre les 40000 disponibles. En conséquence, un nombre important de personnes inscrites ne se verraient pas attribuer de billets lors de la vente principale. La vente principale était initialement prévue pour être suivie d'une vente secondaire ouverte de 10 000 billets. Cependant, comme l'énorme demande de la vente principale laisse de nombreux vétérans du Burning et des camps thématiques sans billets, le Burning Man Project opte pour une distribution directe des billets, c'est-à-dire « les rediriger manuellement vers certains des groupes et collaborations essentiels qui composent Black Rock City » plutôt que pour une vente ouverte. |
| 2013         | 26 m                                | Black Rock Desert                       | 69 613                          | 380 $                          | Culte du cargo (Cargo Cult).                                                                                 | Cette édition est dédiée à John Frum et au Culte du cargo. Les différents tarifs sont abandonnés au profit d'un prix forfaitaire. Seuls les billets pour les faibles revenus sont conservés. |
| 2014         | 32 m                                | Black Rock Desert                       | 65 922                          | 380 $ / 40 $ pass véhicule     | Caravansérail (Caravansary)                                                                                  | C'est la première fois en presque 10 ans que la statue du Burning Man repose directement sur le sol, et non sur un socle. Cette année, le plan de régulation du trafic routier prend effet, avec l'obligation d'avoir un laissez-passer pour les véhicules. (35 000 étaient disponibles). Une femme est tuée dans un accident de véhicule. |
| 2015         | 18 m                                | Black Rock Desert                       | 67 564                          | 390 $ / 50 $ pass véhicule     | Carnaval des miroirs (Carnival of Mirrors)                                                                   | Il n'y a eu que 27 000 laissez-passer véhicules autorisés cette année. |
| 2016         | 21 m                                | Black Rock Desert                       | 67 290                          | 390 $ / 80$ pass véhicule      | L'Atelier de DaVinci (DaVinci's Workshop)                                                                    | En lien avec le thème de 2016 - les œuvres de Léonard de Vinci, l'Homme est une interprétation à grande échelle de l'Homme de Vitruve sur un cadre circulaire ; dans sa base se trouvait un système de roues et d'engrenages qui devait permettre à des groupes de visiteurs de le faire tourner manuellement. Cependant, le système d'engrenage est endommagé lors de l'installation et n'a pas fonctionné pendant l'événement. |
| 2017         | 32 m                                | Black Rock Desert                       | 69 493                          | 425 $ - 80 $ pass véhicule     | Rituel radical (Radical Ritual)                                                                              | Aaron Joel Mitchell meurt brûlé après s'être jeté dans le brasier de l'Homme en feu. |
| 2018         | 26 m                                | Black Rock Desert                       | 70 248                          | 425 $ / 80 $ pass véhicule     | I, Robot | En raison d'une survente de billets, la population de Black Rock City dépasse la limite des 70 000 participants, et le jeudi de la semaine de l'événement, le BLM demande que les portes soient fermées. Les nouveaux participants ne peuvent entrer qu'au fur et à mesure que les autres sortaient. Année du décès du fondateur : Larry Dean Harvey (né le 11 janvier 1948 et décédé 28 avril 2018 à San Francisco). Le Temple (Galaxia) est pour la première fois réalisé par un architecte non américain, le Français, Arthur Mamou-Mani. |
| 2019         | 19 m                                | Black Rock Desert                       | 78 850                          | 425 $ / 100 $ pass véhicule    | Metamorphoses                                                                                                | À partir de 2019, le plafond de population inclut désormais le personnel du BRC, les fonctionnaires et les volontaires en plus des participants rémunérés, mais la limite de population maximale reste la même qu'en 2018. |
| 2020 et 2021 | 6 m (en 2021)                       | Éditions virtuelles                     | 70 392 (en 2021),               | -                              | 2020 : Multivers (The Multiverse) 2021 : The Great Unknown                                                   | En 2020, l'édition physique est annulée pour la première fois depuis sa création à la suite de la pandémie de Covid-19. Elle est remplacée par une édition virtuelle, ainsi qu'en 2021. |
| 2022         | 19,5 m (64 pieds)                   | Black Rock Desert                       | 75 069                          | 575 $ / 140 $ pass véhicule    | Waking Dreams                                                                                                | Reprise de l'édition physique du BM après deux années virtuelles. Année marquée par des conditions climatiques extrêmes que ce soit en termes de chaleur, et de tempêtes de poussière,. |
| 2023         | À venir                             | Black Rock Desert                       | 70 à 73 000 suivant les sources | 575 $ / 150 $                  | Animalia | Nouvelle année marquée par des conditions climatiques extrêmes (pluies intenses) qui transforme la playa en champ de boue. Le déroulement du BM est fortement perturbé. |
| 2024         | À venir                             | Black Rock Desert                       | À venir                         | 575 $ / 150 $ pass véhicule    | Curiouser and Curiouser,                                                                                     | |

### Statistiques de fréquentation
Évolution du nombre d'entrées au fil des ans (chiffres officiels) :

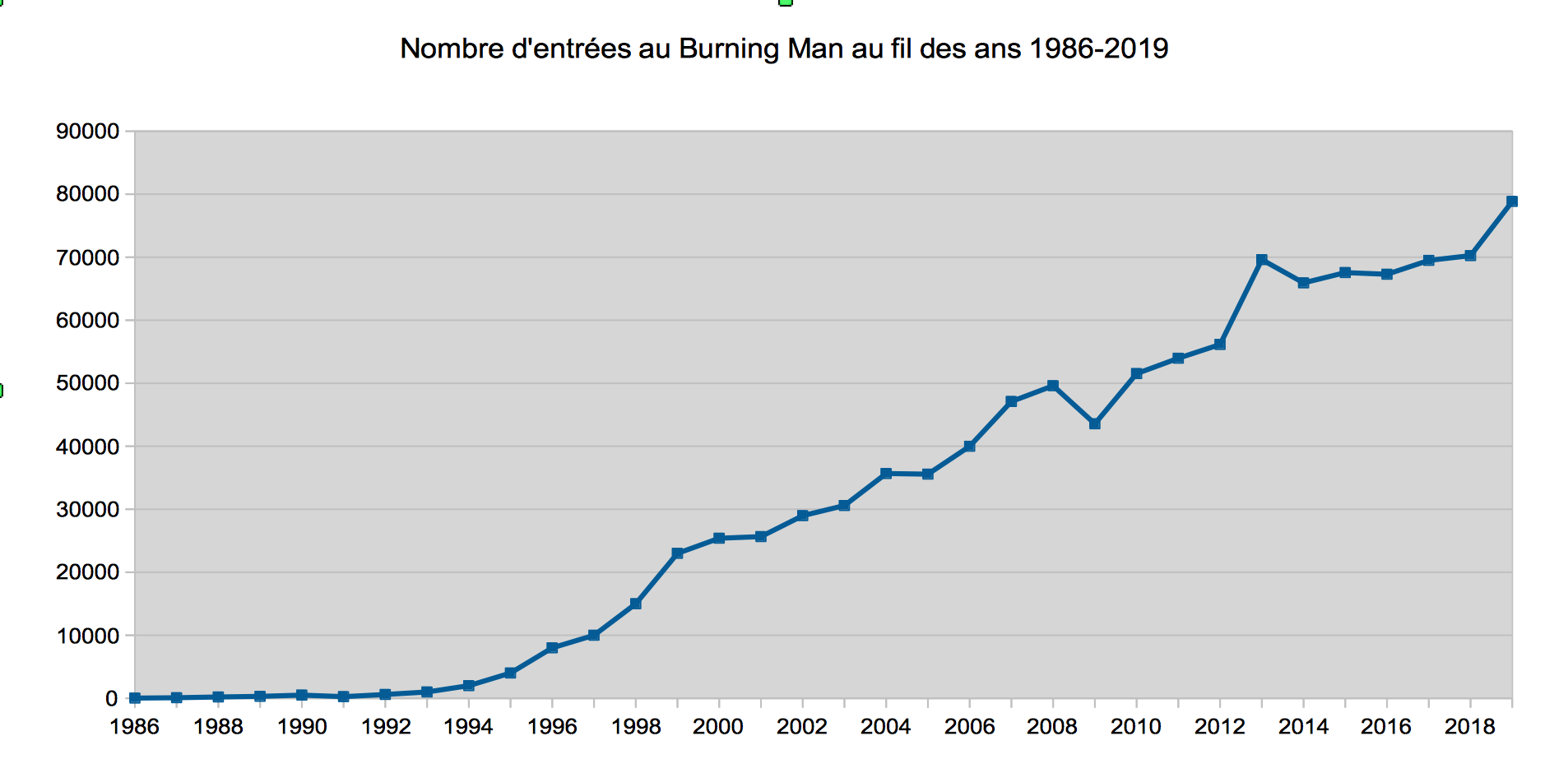
Graphique de l'évolution du nombre d'entrées au Burning Man.

Le nombre de participants au festival ayant connu une augmentation très importante depuis son installation dans le désert de Black Rock, le BLM en fixe, tous les ans, le nombre maximum depuis 2006. Cette année-là et les suivantes, il est demandé au BM de ne pas dépasser 6 % de fréquentation en plus par rapport à l'année précédente. Puis, à partir de 2011, un nombre maximum à ne pas dépasser est simplement fixé tous les ans.

## Les dix Principes
La multiplicité des buts poursuivis par les participants actifs, appelés burners (brûleurs), fait que BM n’a pas qu’un seul centre d’intérêt. Si la nature de la manifestation est la somme de l'imagination des participants, l'événement se caractérise par un certain nombre de particularités constantes qui sont : la mise en commun, l’activité artistique, la recherche de l'incongru et de l’absurde, la volonté de s’affranchir de l'économie et la joie de vivre. Il n’y a pas de règles concernant la manière dont on doit se comporter ou s’exprimer pendant l'événement (hormis les règles visant à protéger la santé, la sécurité et le bien-être de la communauté au sens large, et le respect des lois en vigueur). Il appartient à chaque participant de décider comment il contribuera et ce qu’il entend donner à la communauté. Les participants sont encouragés à imaginer les moyens qui permettront de faire prendre corps au thème choisi.
Les organisateurs formulent une série de 10 principes régissant la vie et les activités durant le Burn, les « principes de Burning Man ». Elles sont écrites à l'origine par Larry Harvey en 2004 et sont :
- L'inclusion radicale (radical inclusion) ;
- La pratique du don (gifting) ;
- La dé-marchandisation (decommodification) ;
- L'autosuffisance radicale (radical self-reliance) ;
- L’expression de soi radicale (radical self-expression) ;
- L'effort en commun (communal effort) ;
- La responsabilité civique (civic responsibility) ;
- L'engagement de ne pas laisser de trace de son passage (leaving no trace) ;
- La participation radicale (radical participation) ;
- Le moment présent (immediacy).

Un onzième principe est parfois ajouté : le consentement, et le respect du refus, notamment en matière de contacts physiques.

### Inclusion radicale
« Tout le monde peut faire partie de Burning Man. Nous accueillons et respectons l'étranger. Il n'existe aucune condition préalable à la participation à notre communauté. » Ce texte est rédigé dans un souci d'organisation générale, ce qui signifie que tout le monde est le bienvenu dans la culture du BM. Les conditions préalables à l'événement BM sont les suivantes : les participants doivent subvenir à leurs propres besoins de base, suivre les directives énoncées dans le « guide de survie » de l'événement, mis à jour chaque année, et acheter un billet pour entrer,.

### Pratique du don
BM valorise particulièrement le fait de donner en cadeau, sans compter recevoir en retour quelque chose d’une valeur égale. Au lieu de faire usage de monnaie, les participants sont encouragés à avoir recours à une économie de don, à un type de potlatch. Aux premiers temps de BM, une économie de troc souterraine existait également, dans le cadre de laquelle les brûleurs s’échangeaient entre eux des biens matériels ou des « faveurs ». Quoique cette pratique soit, à l’origine, soutenue par l’organisation, elle est à présent largement découragée, et il est recommandé aux participants de pratiquer les dons de manière inconditionnelle.

### Démarchandisation
BM s’applique à créer un environnement social qui ne soit en rien tributaire du parrainage commercial (sponsors) ou de la publicité. La tendance des organisateurs est d'empêcher qu’à l’expérience participative ne vienne se substituer un système de consommation. Aussi, aucune transaction en espèces n'est autorisée entre les participants à l'événement. Certains services et biens peuvent cependant être achetés à l'organisation ou à certains prestataires :
- L’achat de glace. Les bénéfices de la vente vont au réseau scolaire de Gerlach-Empire[131] ;
- Les bracelets permettant d’entrer et sortir librement du périmètre de Black Rock City, qu’on peut se procurer au portail d’entrée au moment de sortir[132] ;
- Les billets pour l’autobus faisant la navette entre BRC et les localités les plus proches (Gerlach et Empire)[133] ;
- Les droits d’utilisation de l’aéroport, payables à l’aéroport[134] ;
- Le service de récupération des ordures et des eaux grises se prêtant au recyclage auprès des camping-cars[135] ;
- Le diesel et le biodiesel, fourni par un prestataire ;
- Les toilettes privatives mobiles et services annexes pour les camps, fournis par un prestataire, (les toilettes publiques mises à disposition par le BM sont gratuites)[136].

À noter que les tickets d’entrée au festival s'achètent uniquement en ligne.

### Autosuffisance radicale

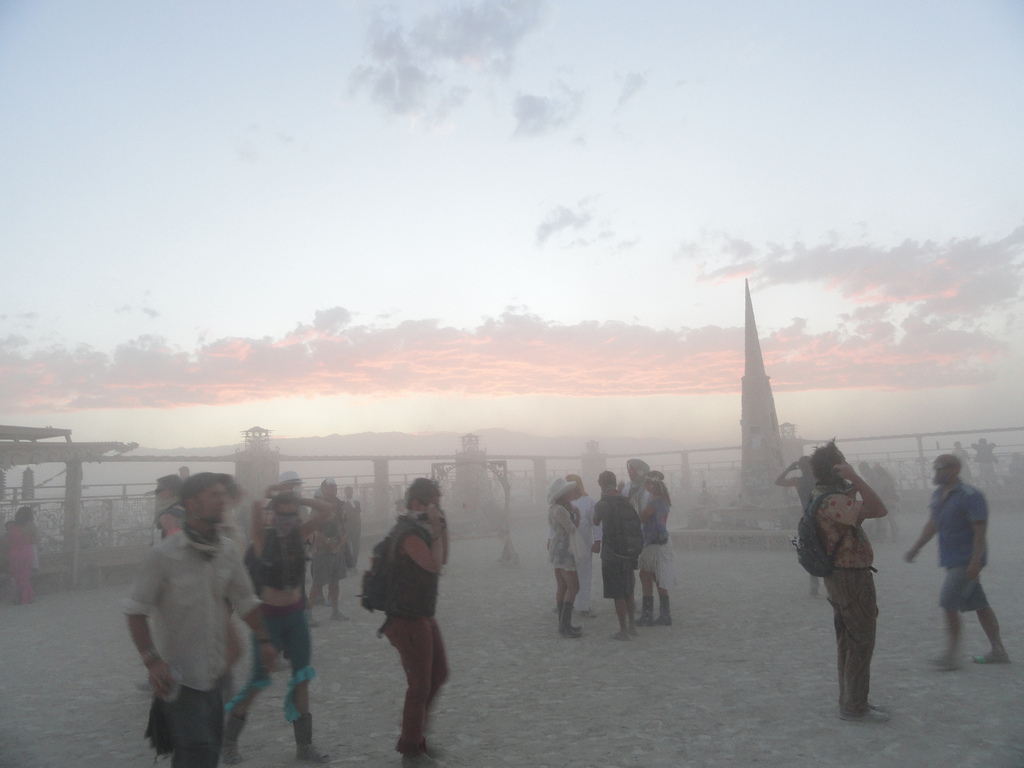
Tempêtes de poussière sont courantes dans le désert de Black Rock. Beaucoup de gens viennent avec des protections appropriées, telles que des lunettes et des masques pour réduire l'inhalation de poussière.

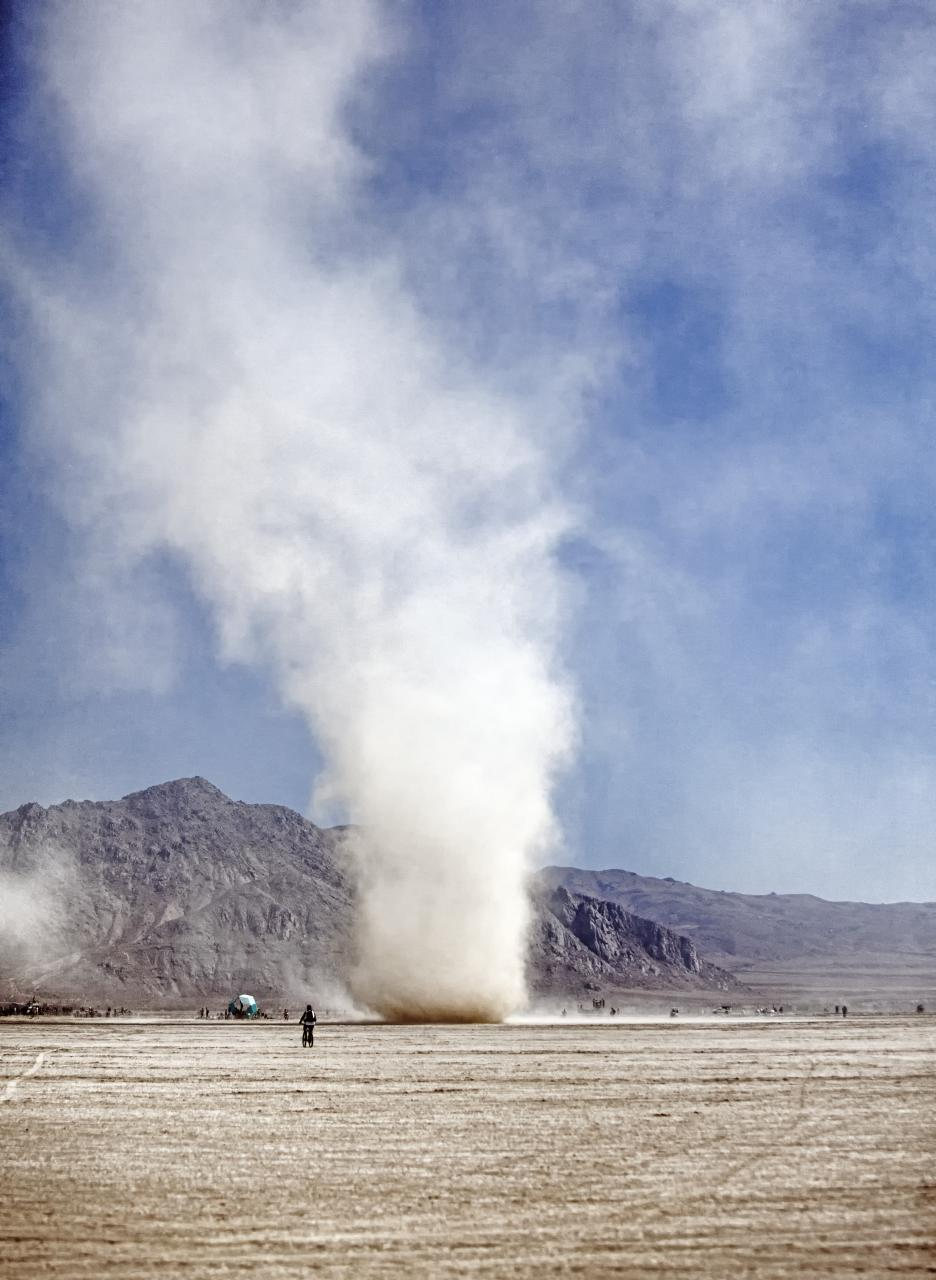
Tornade de poussière dans le désert de Black Rock.

Étant donné la rudesse de l’environnement naturel du désert de Black Rock et son éloignement de la civilisation, les participants sont censés être responsables de leur propre subsistance. Burning Man encourage les individus à découvrir leurs ressources intérieures, à s'en servir et à se reposer sur elles. Des risques de déshydratation, de coups de soleil, de tempêtes de poussière et même de tornades sont des dangers qui les guettent. Toute forme de commerce, avec les exceptions citées sous « Démarchandisation », étant interdite, les participants sont tenus de bien se préparer et d’apporter leurs propres moyens de subsistance, par exemple eau, nourriture, vêtements appropriés et abri. L'organisation, en effet, ne fournit aucune assistance matérielle aux burners, à part des toilettes mobiles.

### Expression de soi radicale
Les participants sont incités à s’exprimer de nombreuses manières, à travers différentes formes de création et de projets d’art. L’expression de soi se nourrit des talents uniques de chaque individu. Seul l’auteur lui-même, ou le groupe d'auteurs, est habilité à déterminer le contenu d'une œuvre. Celle-ci est ensuite offerte à la communauté, sans rien attendre en retour. Le donneur est tenu de respecter les droits et libertés du destinataire du don. Durant l'événement, le port de vêtements est optionnel ; la pratique du nudisme est courante, mais demeure minoritaire,,.

### Effort en commun
Burning Man est une manifestation coopérative et collaborative, privilégiant le travail créatif pratiqué en commun. Les organisateurs mettent en place, promeuvent et protègent des réseaux sociaux, des espaces publics, des formes d’expression artistique et des méthodes de communication permettant de centrer la communauté autour de l'interaction. Les participants sont encouragés à travailler ensemble et à aider les autres participants.

### Responsabilité civique
La société civile est fortement appréciée. Les membres de la communauté qui organisent des spectacles ou des activités sont censés assumer la responsabilité du bien-être du public et faire les efforts nécessaires pour rendre les participants conscients de leurs responsabilités civiques. Ils sont tenus également d’assumer la responsabilité que ces activités soient menées en accord avec les législations locales, de l’État et fédérales.

### Politique visant à ne pas laisser de trace

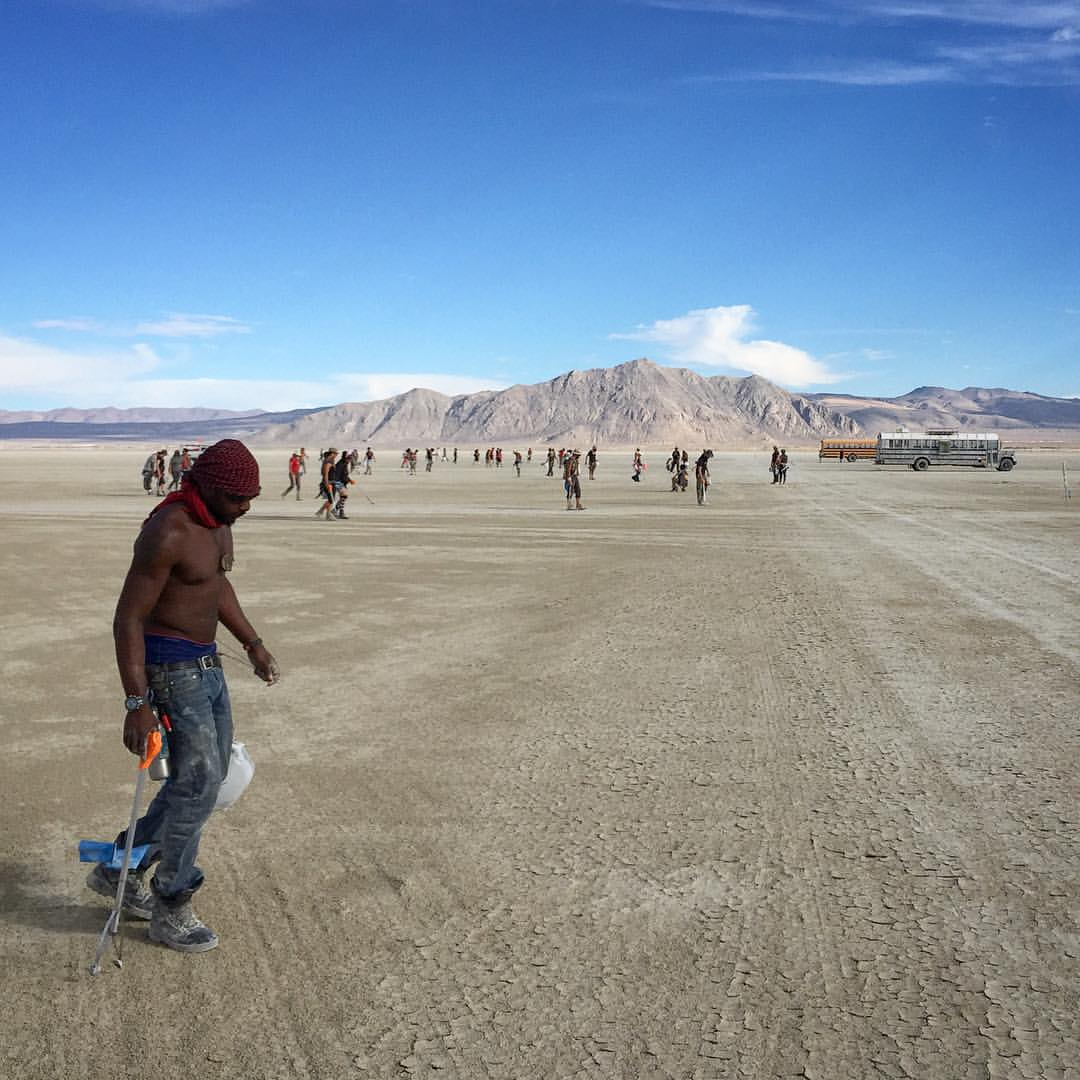
« Burning Man Playa Restoration 2015 » - les participants utilisent des pinces ramasse-déchets et des seaux à « MOOP » (« matter out of place », déchets n'appartenant pas naturellement à un endroit) et marchent pour ramasser les matériaux mis au rebut, dans le cadre de la politique Leave No Trace.

La communauté Burning Man étant respectueuse de l’environnement, elle s'engage à ne laisser aucune trace physique de ses activités (politique du Leave No Trace), à quelque endroit qu’elle se réunisse. Les participants nettoient les lieux avant leur départ, voire s’appliquent à les laisser, si possible, dans un état meilleur que celui dans lequel ils les ont trouvés. Ils s’assurent que leur passage n’aura pas de répercussions à long terme sur l’environnement.

### Participation
La communauté Burning Man est basée sur la participation des burners, dans la conviction que les changements individuels ou sociaux ne peuvent s’opérer que par la voie d'une participation profondément personnelle. Les gens de la communauté sont invités à participer activement à l'évolution de Burning Man, c’est-à-dire à travailler et jouer. Une des devises de Burning Man est « We make the world real through actions that open the heart » (« C’est par des actions qui ouvrent le cœur que nous rendons le monde réel »).

### Culture du moment présent
Dans la culture du BM, l’expérience « d'immédiateté » (« immediacy »), c'est-à-dire sans intermédiaire, se définit ainsi : « L'expérience immédiate est, à bien des égards, la pierre angulaire la plus importante de la valeur de notre culture. Nous cherchons à surmonter les barrières qui se dressent entre nous. Nous recherchons aussi la reconnaissance de notre moi intérieur, de la réalité de ceux qui nous entourent, de la participation à la société et du contact avec un monde naturel dépassant les pouvoirs de l'homme. Aucune idée ne peut remplacer cette expérience. » En conséquence, les participants sont invités à devenir des éléments constitutifs du Burn, de ressentir ce qui vit autour d’eux et dans la communauté, et  à explorer leur moi profond et leur rapport à l'événement.

## Le Temple
En plus de l'incendie du « Man », celui d'un bâtiment appelé Le Temple devient également une tradition au fil des ans. L'origine du Temple remonte à l'édition de l'an 2000, quand l'artiste David Best (en) construit le premier pour commémorer la disparition d'un de ses amis, mort dans un accident de moto, alors qu'il était en route pour le BM. 
Les années suivantes, le Temple s’agrandit et devient un lieu spirituel. Certains l'utilisent comme un lieu de contemplation, de méditation, un lieu de repos, de réflexion, de rituels, de réunions, de mariages, pour faire le deuil d'un proche, d'un animal de compagnie, etc. Certains participants y laissent des lettres, des objets, en commémoration, en font une sorte de thérapie, d'aide et d'apaisement aux épreuves de la vie. Pour beaucoup, le Temple est réellement un « temple ». C'est le dimanche que ce bâtiment est incendié, marquant ainsi la fin du festival. Les participants se regroupent autour du périmètre sécurisé du Temple en silence. Aucune musique n'est jouée pendant ce moment, qui est ressenti comme un moment de recueillement, de « purification », de soulagement pour tous ceux qui y ont laissé quelque chose.
« Pour que les gens se sentent en sécurité, ressentent et expriment une émotion profonde et pour qu'ils puissent guérir, les temples doivent être beaux et délicats tout en étant forts pour apporter un soutien réconfortant », disait David Best.

### «Gardiens du Temple»

Logo des Gardiens du Temple.

Un groupe de volontaires appelés les « Gardiens du Temple » est chargé de sécuriser le Temple.
« Les Gardiens du Temple tiennent l'espace du Temple, en maintenant un environnement qui permet à chacun d'avoir un accès égal à l'expérience et à l'expression dont il a besoin. Ils veillent à la sécurité de l'espace et des participants qui le visitent », « …et surtout… être une force invisible qui apparaît quand on en a besoin mais qui laisse aux gens le sentiment qu'ils sont seuls quand ils en ont besoin… ».
En 2002, David Best et Termeh Yeghiazarian réfléchissent à la manière de prévenir les dommages potentiels et les incendies criminels, ainsi que de prévenir les blessures de ceux qui fréquentent le temple (pour éviter, par exemple, que des gens n'escaladent la structure) ou encore éviter que des gens ne perturbent le recueillement des visiteurs. Ils ont l'idée de créer des « Anges gardiens » (première dénomination des gardiens) bénévoles qui surveilleraient discrètement le Temple pendant la journée, en réorientant les comportements et les actes dangereux qui perturbent l'atmosphère sacrée du Temple. C'est ainsi que naissent les Gardiens du Temple.
En 2023, plus de 400 personnes se portent volontaires comme Gardiens pendant toute la durée de l'événement. Une douzaine de Gardiens le surveillent 24 heures sur 24. Avant même l'ouverture de ses portes, ils surveillent son périmètre. Il en va de même pendant que l'équipe de construction le termine, et après sa fermeture le dimanche matin pour les préparatifs de l'incendie. Un groupe sélectionné de Gardiens spécialement formés apporte les offrandes des visiteurs, souvent en mémoire de ceux qu'ils ont perdus, pour les placer à un endroit visible et pour qu'elles soient brûlées avec le temple.

### Historique et tableau synoptique
David Best construit le temple jusqu'en 2004 puis cède la place à un autre artiste, Mark Grieve (en), laissant à celui-ci le loisir de proposer sa propre interprétation du temple Burning Man. Si Mark Grieve édifie le temple des éditions 2005 et 2006, David Best revient à nouveau en 2007, avant de déclarer qu’il était temps de passer le flambeau du temple à la communauté. Ainsi, le temple de l’édition 2008 et les suivants sont le fruit de la collaboration entre plusieurs artistes, des architectes, des ingénieurs, avec l'aide d'équipes spécialisées et aussi de la communauté du BM. Best construira à nouveau le temple en 2012, 2014, 2016.
Ce tableau synoptique expose les différents Temples au fil des éditions.
Pour plus d'informations, plus de sources par année, ainsi que pour les images manquantes, se reporter aux « Gardiens du Temple » et à « l’Équipe du Temple » (jusqu'en 2016).
| Année | Nom du Temple                                                                           | Concepteurs / détails | Image                                                        |
| ----- | --------------------------------------------------------------------------------------- | --- | ------------------------------------------------------------ |
| 2000  | The Temple of the Mind (Le Temple de l'esprit).                                         | David Best, Jack Haye et « The Temple Crew ». |                                                              |
| 2001  | The Temple of Tears (Le Temple des pleurs).                                             | David Best, Jack Haye et « The Temple Crew ». |                                                              |
| 2002  | The Temple of Joy (Le Temple de la joie).                                               | David Best, et « The Temple Crew ». |                                                              |
| 2003  | The Temple of Honor (Le Temple d'honneur).                                              | David Best, et « The Temple Crew ». |                                                              |
| 2004  | The Temple of Stars (Le Temple des étoiles).                                            | David Best, et « The Temple Crew ». | Brûlage du Temple of Stars.                                  |
| 2005  | The Temple of Dreams (Le Temple des rêves).                                             | Première année où le temple n'est construit par son « inventeur ». Mark Grieve construit sa propre interprétation de Temple. | Brûlage du Temple of Dreams.                                 |
| 2006  | The Temple of Hope (Le Temple de l'espoir).                                             | Mark Grieve et « The Temple Crew ». | 2006. Temple of Hope.                                        |
| 2007  | The Temple of Forgiveness (Le Temple du pardon).                                        | David Best, Tim Dawson et « The Temple Crew ». David Best reprend en charge la construction du temple pour ce qu'il pense être la dernière fois. Il déclare qu'après 2007, il sera temps de remettre le temple à la communauté. |                                                              |
| 2008  | Basura Sagrada (Les ordures sacrées).                                                   | Shrine, Tuker Teutsch, Tuktuk, Basura Sagrada Collaboratory. |                                                              |
| 2009  | Fire of Fires (Le feu des feux).                                                        | David Umlas, Marrilee Ratcliffe, Community Art Makers. |                                                              |
| 2010  | The Temple of flux (Le Temple du flux).                                                 | Ce temple est conçu par les artistes Rebecca Anders, Jess Hobbs et Peter Kimelman, de la Fondation Flux. Le temple du Flux rompt avec la tradition : de nature très abstraite, apparaissant comme une série de reliefs avec des canyons et des espaces ressemblant à des grottes, | 2010. Le Temple de la lumière.                               |
| 2011  | The Temple of transition (Le Temple de la transition).                                  | C'est le premier temple construit à Reno, dans le Nevada. « L'International Arts Megacrew », dirigé par Chris Hankins, Diarmaid Horkan et Ian Beaverstock, est revenu à un style plus traditionnel. Le Temple de la transition prend la forme d'une tour centrale hexagonale à étages de 36 mètres, entourée de cinq tours hexagonales à étages de 18 mètres. Les tours sont voûtées, hautes, avec des arcs de style gothique. | 2011, Temple of transition.                                  |
| 2012  | The Temple of Juno (Le Temple de Junon, en rapport avec le thème du BM , la fertilité). | Le temple de 2012 est une nouvelle fois conçu par David Best. Le temple de Junon comprend une grande tour centrale avec un autel, situé dans une cour murée, bordée de bancs, accessible par quatre entrées. Des panneaux de bois taillés et des formes détaillées recouvrent les murs de la cour ainsi que l'espace intérieur et les autels. |                                                              |
| 2013  | The Temple of Whollyness (Le Temple de la plénitude).                                   | Ce temple est créé par l'équipe de « The Otic Oasis », dirigée par l'architecte et artiste Gregg Fleishman Terry Gross, et Melissa Barron. C'est le premier temple construit sans clous, boulons, vis ou attaches d'aucune sorte. Ce temple comprend une sculpture Inuksuk massive en basalte noir de 17 tonnes créée par l'artiste James LaFemina pour servir d'autel central. | 2013. Inuksuk à l'intérieur du Temple de la plénitude, 2013. |
| 2014  | The Temple of Grace (Le Temple de la grâce).                                            | À la suite du retrait soudain du bâtisseur de temple choisi en 2014, Ross Asselstine, qui devait construire le temple des descendants, David Best sort de sa retraite une troisième fois pour construire son huitième temple. Le Temple de la Grâce devant être un espace spirituel et sacré pour les commémorations, la réflexion, la célébration et la commémoration des transitions de la vie. La structure comprend un dôme intérieur central au sein d'un corps incurvé gracieux fait de bois et d'acier. Elle a des panneaux de bois découpés de façon complexe pour les revêtements extérieurs et intérieurs. Huit autels entourent le temple à l'intérieur d'une cour à parois basses, créant ainsi un grand terrain extérieur pour la communauté. |                                                              |
| 2015  | The Temple of promise (Le Temple de la promesse).                                       | Ce temple créé par la Dreamers Guild et construit principalement à Alameda, en Californie. Le temple accueille les participants par une arche s'élevant à 30 mètres de haut. En poursuivant sa courbe, le chemin s'ouvre sur l'autel et le cœur du temple : un bosquet de trois arbres sculptés. Les arbres sont initialement dénudées, et les participants écrivent des messages sur de longues bandes de tissu qu'ils attachent aux branches. |                                                              |
| 2016  | The Temple (Le Temple).                                                                 | Simplement appelée « Le Temple », la neuvième structure de ce type par David Best est faite de bois de récupération, elle mesure plus de 24 mètres de haut et 15 mètres de large. Elle se caractérise par un bois finement sculpté inspiré de lieux de culte traditionnels. | Le Temple, 2016.                                             |
| 2017  | The Temple (Le Temple).                                                                 | Marisha Farnsworth, Steve Brummond, Mark Sinclair. Le Temple est construit avec 2000 pièces de bois provenant d'arbres morts dans les forêts de l'Ouest américain à cause de l'attaque de scolytes, conséquence du changement climatique et de l'activité de l'homme,. | Le Temple, 2017.                                             |
| 2018  | Galaxia                                                                                 | Conçu par l'architecte français Arthur Mamou-Mani la Galaxie est formée de 20 fermes en bois convergeant en spirale vers un point dans le ciel. Les fermes triangulaires forment différents chemins vers un espace central. Conçu numériquement et devant être construit à l'aide d'imprimantes 3D et de découpeurs laser, le temple démontre la puissance des outils robotiques, conformément au thème I, Robot. Le Burning Man Journal écrit que « Galaxia célèbre l'espoir dans l'inconnu, les étoiles, les planètes, les trous noirs, le mouvement qui nous unit dans les galaxies tourbillonnantes des rêves ». | Galaxia, 2018.                                               |
| 2019  | The Temple of Direction (Le Temple de la direction).                                    | Conçue par Geordie Van Der Bosch, c'est une structure de 55 mètres de long, 11 mètres de large et de haut, avec quatre entrées faisant face aux quatre directions cardinales de Black Rock City, à savoir 12 heures, 3 heures , 6 heures et 9 heures. le Temple de la Direction est un espace linéaire, capturant l'élégance et l'austérité des portes torii du sanctuaire de Fushimi Inari au Japon, où l'artiste a déjà vécu. | Le Temple de la direction, 2019.                             |
| 2020  | Empyrean ([L'Empyrée),, temple virtuel.                                                 | En 2020, une organisation à but non lucratif est créée pour aider à la construction du temple, en mettant à disposition des concepteurs et des constructeurs des infrastructures, des ressources humaines, des outils, des machines. C'est le Temple Builders Guild. « Empyrean a la forme d'une rose des vents, une construction monumentale de lumière et d'ombre qui oriente ceux qui sont au loin et les invite à entrer dans leur quête d'énergie. ». Par l'architecte et artiste coloradien Laurence Renzo Verbeck. |                                                              |
| 2021  | Luminous Lotus (Le Lotus Lumineux), temple virtuel.                                     | « Inspiré par le temple du Lotus de Delhi, en Inde, et par la vannerie texturée du Cultural Center de Renzo Piano dans l'archipel de Nouvelle-Calédonie, dans le Pacifique Sud, le Luminous Lotus Temple fusionne les pétales et les portails pour créer un voyage spirituel interactif ». Par l'artiste Roger Carr. |                                                              |
| 2022  | Empyrean (L'Empyrée)                                                                    | |                                                              |
| 2023  | The Temple of the Heart (Le Temple du coeur).                                           | Par Ela Madej et l'architecte designer Reed Finlay. |                                                              |
| 2024  | Temple of Together (Le temple "d'ensemble")                                             | Par Caroline Ghosn (artiste), Maissa Sader (architecte), Paul Franke (concepteur technique). |                                                              |

## Création artistique
La création artistique est une des grandes composantes du BM, et ce sont tous les ans des centaines d'œuvres d'art temporaires de tout type et de toutes tailles qui sont créées par des participants, qu'ils soient amateurs ou artistes professionnels.
BM présente principalement des installations interactives à grande échelle inspirées par la rencontre de la culture des créateurs, de la technologie et d'un lien avec la nature. De nombreuses œuvres invitent à la participation physique : l'escalade, le toucher, et comportent une interface technologique et/ou sont en mouvement. En raison de ses principes de participation et d'inclusion radicale, une grande partie des œuvres d'art, sous des formes très variées, est créée pendant l'événement.
Les grandes œuvres d'art (souvent de très grandes installations) sont placées dans la playa au-delà des rues de la ville et, chaque année, des sculptures avec des éléments cinétiques, électroniques et de feu, sont présentées au BM. Des œuvres plus petites sont quant à elles souvent présentées dans les camps à thèmes des villages.
La musique, les performances et le théâtre de rue sont également des formes d'art, ou plus exactement de divertissement, couramment présentées dans les camps à thèmes et les villages.
Les activités artistiques sur la playa sont encadrées par The ARTery, qui aide les artistes à placer leurs créations dans le désert, en veillant à ce que les consignes en matière d’éclairage (pour éviter les collisions accidentelles), d’utilisation des plateformes de brûlage prévues (pour préserver l’intégrité de la playa) et de sécurité incendie soient respectées. « La mission de l'ARTery est de servir et de défendre l'expression artistique à Burning Man. L'ARTery est un centre de ressources pour les artistes qui facilite le placement et l'exposition d'œuvres d'art sur la playa pendant l'événement Burning Man ».
Depuis 1995, un thème différent est imaginé, pour chaque nouvelle édition de l'événement. Ce thème choisi détermine, dans une certaine mesure, l’aspect qui sera donné à l’effigie du Man (mais surtout à la structure qui le supporte, sa silhouette demeurant, tout en évoluant légèrement, relativement inchangées). Ces thèmes transparaissent fortement dans certains des projets conçus par les participants et mis en œuvre dans leurs créations artistiques, leurs costumes, leurs camps et leurs véhicules.
Bien qu’une grande variété d’expression artistique soit présente durant la manifestation, l'une des vocations du BM est de donner à voir de l’art hors normes et de l’art visionnaire. L’expression créative à travers l'art, ainsi que l'art interactif, sont encouragés à Burning Man. De nombreux camps à thèmes sont réalisés par les soins d’importantes sous-communautés de participants et fonctionnent comme centres d’activité et de séjour mettant à contribution un vaste éventail d’éléments créatifs et artistiques.
Parmi les « bases » artistiques présentes tous les ans dans les œuvres, le feu est une composante majeure du Burning Man. Nombre d'œuvres y sont brûlées (10% de la production, en moyenne) en plus du Temple et du Man. L'action de brûler fait partie intégrante de l'œuvre. Le feu est aussi présent dans des performances, des processions, etc. Des artistes « jouent avec le feu » tout au long de l'événement, notamment par l'entremise du Fire Conclave.
Si l’œuvre d'art est vue de façon générale comme un don que l’artiste fait à la communauté, les participants peuvent cependant obtenir des aides financières, par le biais du mécénat du programme Black Rock City Honoraria Program. Ce programme fait lui-même partie d'un programme de mécénat plus global de bourses d'art (Art Grants), qui subventionne également spécifiquement les artistes retenus pour la conception du Temple (Black Rock City Temple Grant) mais aussi l'art en dehors du BM tout au long de l'année (Global Art Grants).
Pendant le BM, les subsides du Black Rock City Honoraria Program sont destinés à aider les artistes qui réalisent des œuvres d’une ampleur excédant leurs propres moyens financiers et n’empêchent pas les artistes de faire appel, par ailleurs, aux ressources de leur communauté (des cotisations sont demandées aux personnes voulant faire partie d'un camp). Le montant total de l’ensemble des fonds ainsi octroyés varie selon le nombre et la qualité des projets (dont le nombre dépasse, d’ordinaire, assez largement la centaine), mais s’élève à plusieurs pourcents des recettes brutes tirées de la vente des billets d’entrée (de l’ordre de 500 000 dollars, ces dernières années). Les candidatures à l’obtention de ces aides doivent avoir été déposées au début de l’année concernée. Ce sont, en moyenne, soixante-dix œuvres qui sont subventionnées tous les ans.
Ces aides financières favorisent l'éclosion de communautés artistiques, en particulier dans la zone autour de la baie de San Francisco, région qui, historiquement, fournit la majorité des participants de la manifestation. Cependant, des efforts d’ouverture actifs et efficaces sont faits pour élargir la portée géographique de l'événement et du programme de mécénat. En 2014 est créée la fondation Black Rock Arts Foundation (BRAF) qui n’octroie aucune aide à des installations conçues pour Burning Man lui-même. Elle dépend, pour une partie significative de son fonds d’aide, des donations de la LLC, et s’applique à ce que des œuvres initialement créées pour le BM puissent ensuite être ré-exposées. Par ailleurs, elle accorde, sur ses fonds propres, des aides à des œuvres d’art mettant en application le principe d’interactivité et d’autres principes et traditions spécifiques au BM.

Exemples d'installations et d'œuvres d'art au Burning Man.
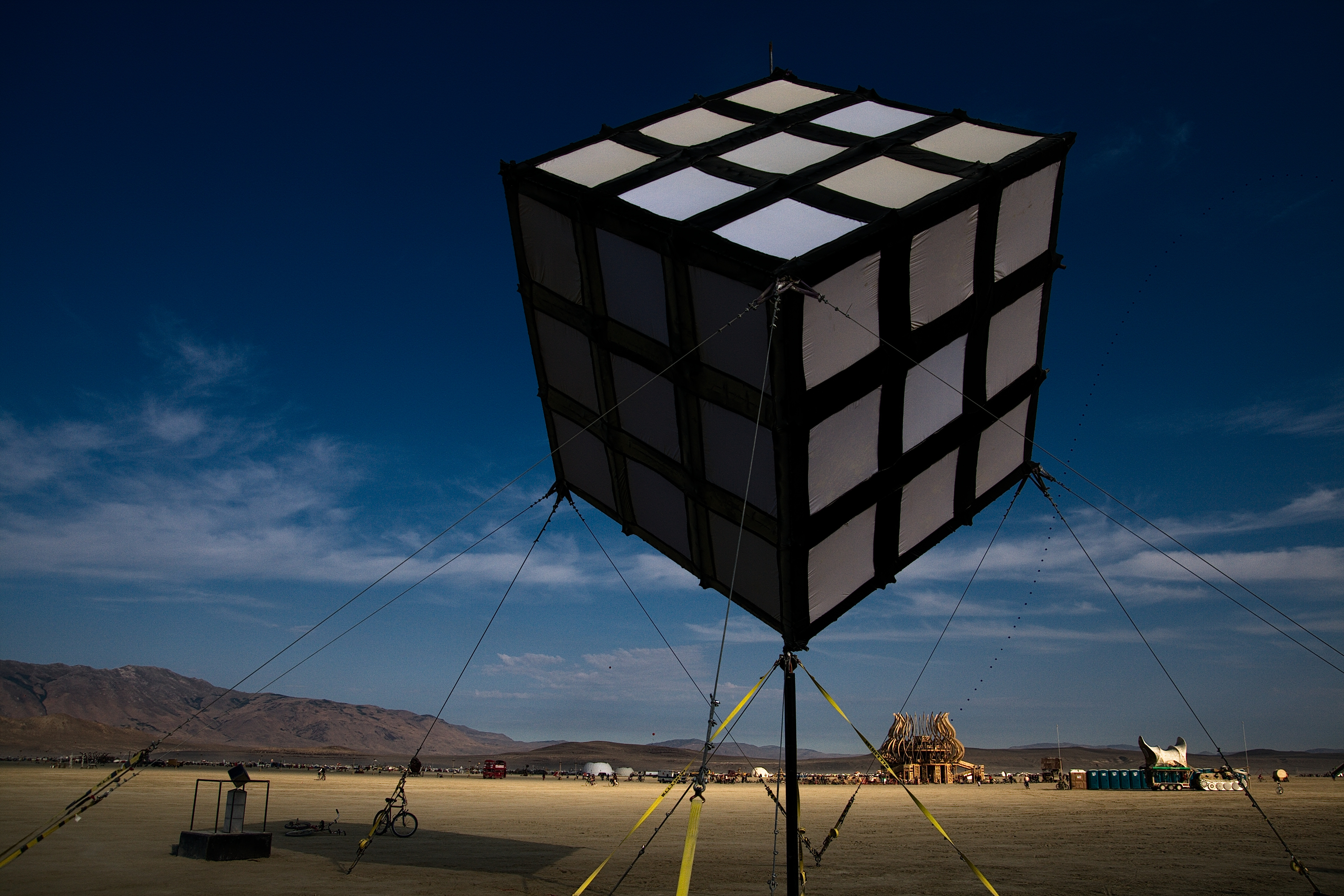
« Groovix Cube », BM 2009.
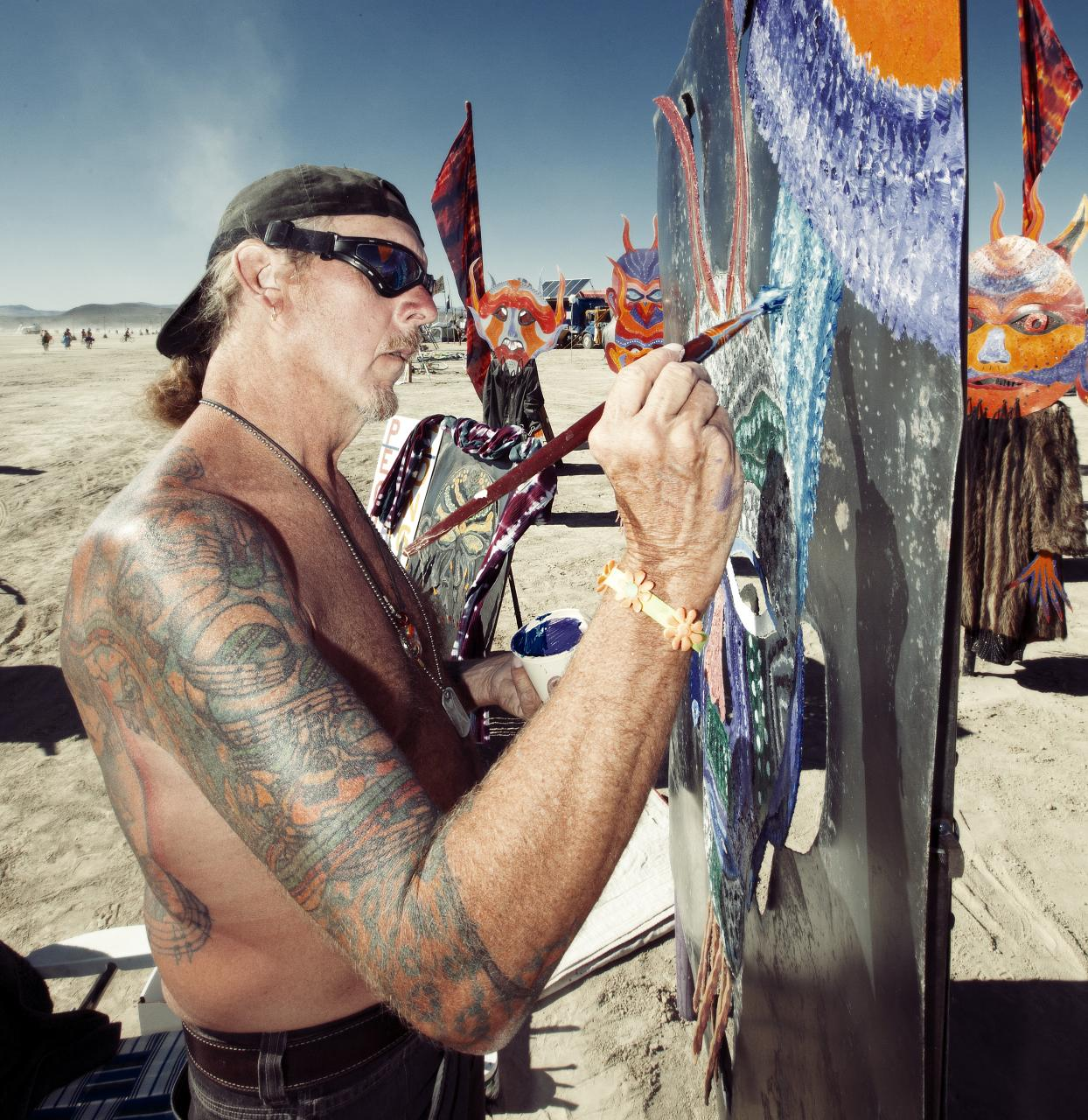
Artiste peintre à l'œuvre en 2010.
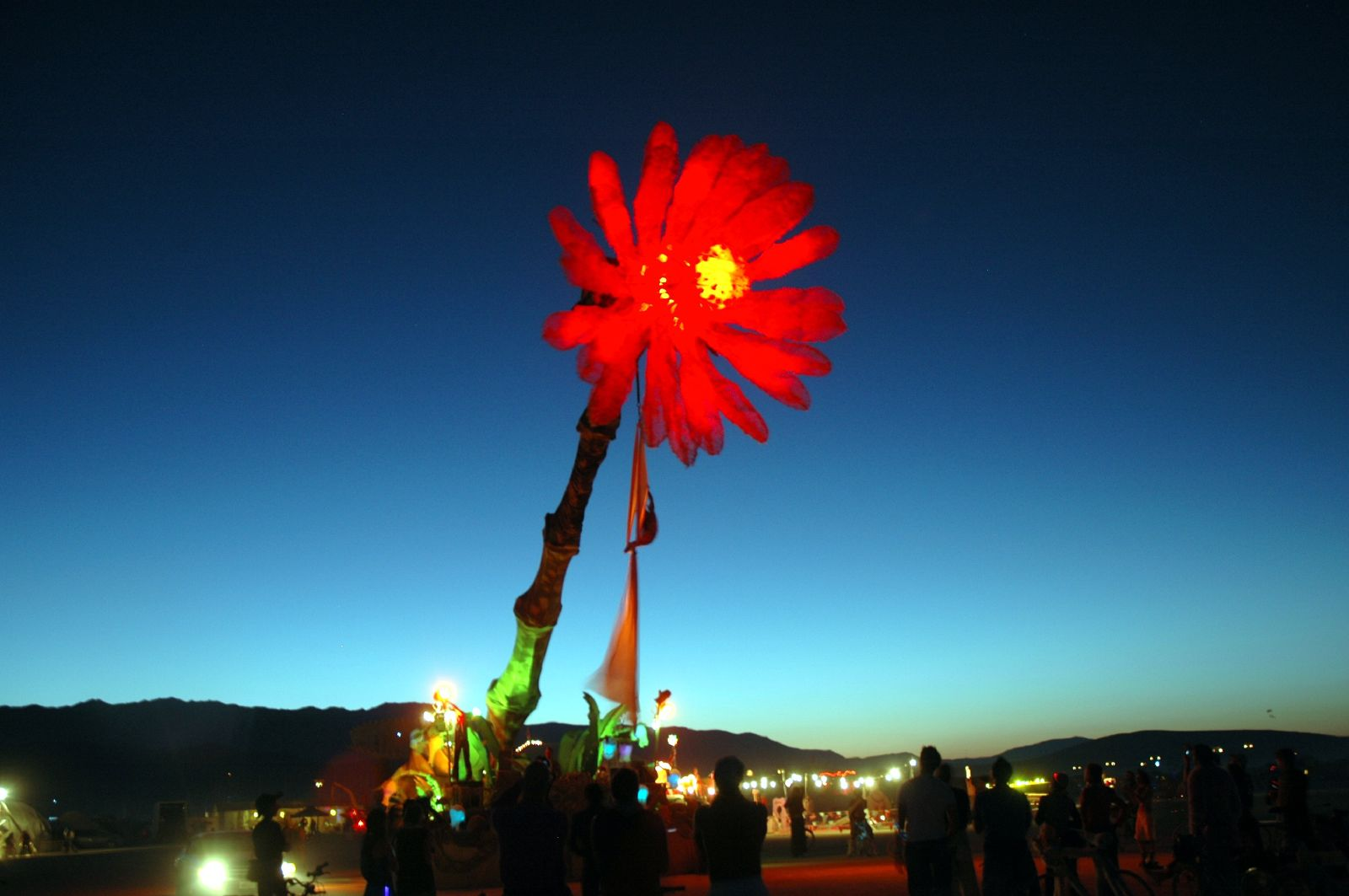
Fleur lumineuse géante.
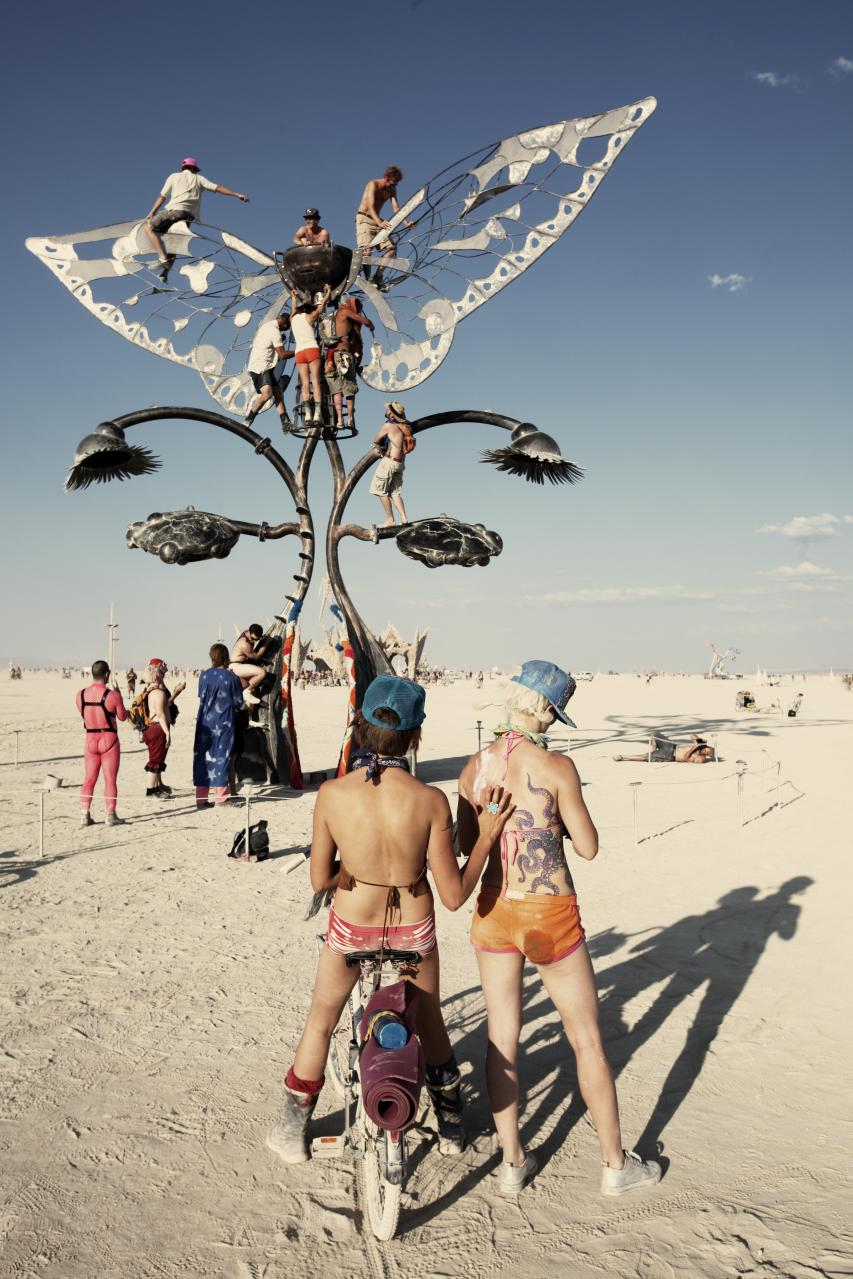
Installation BM 2009.

### Véhicules artistiques

#### Véhicules mutants
Les « véhicules mutants », désignés aussi par « voitures d’art » (art cars), souvent motorisés, sont des voitures ou camions soit construits spécialement, soit existants mais transformés avec créativité. Les participants qui souhaitent faire venir des voitures d’art motorisées doivent, préalablement à la date de la manifestation, soumettre pour approbation et inspection technique leur projet au DMV (Department of Mutant Vehicles). Sont déconseillés ou rejetés les véhicules qui apparaîtraient peu sûrs, insuffisamment métamorphosés ou dont la fonction première serait restée de transporter des participants.
Si la conception d'un véhicule répond aux « critères de véhicule mutant », le véhicule est invité à l'événement pour une inspection physique finale et l'obtention d'un permis de conduire. Toutes les conceptions et propositions ne sont pas acceptées. Les organisateurs de l'événement et le DMV ont placé la barre très haut pour ce qu'ils considèrent comme un véhicule mutant acceptable chaque année, en plafonnant le nombre de véhicules. Cette mesure répond d'une part aux contraintes imposées par le Bureau of Land Management des États-Unis, qui accorde des permis pour organiser l'événement sur une propriété fédérale, et d'autre part à l'organisation qui souhaite maintenir un environnement favorable aux piétons. Les véhicules qui sont modifiés de façon minimale et/ou dont la fonction principale est de transporter les participants sont découragés et ne sont pas invités. L'un des critères utilisés par le DMV pour approuver un véhicule mutant est que le véhicule de base ne doit pas être reconnaissable. Par exemple, si une camionnette Volkswagen de 1967 couverte de paillettes, de têtes de poupées et de vieux ustensiles de cuisine peut encore être reconnue comme une camionnette VW, le DMV la considérera comme une « voiture d'art », mais elle ne sera pas suffisamment modifiée pour répondre aux critères du véhicule mutant.
Parmi les véhicules particulièrement intéressants qu'on a pu voir au fil des ans : des muffins géants motorisés, une araignée mécanique à huit pattes et un sous-marin jaune à la manière des Beatles, un dragon géant…

#### Vélos

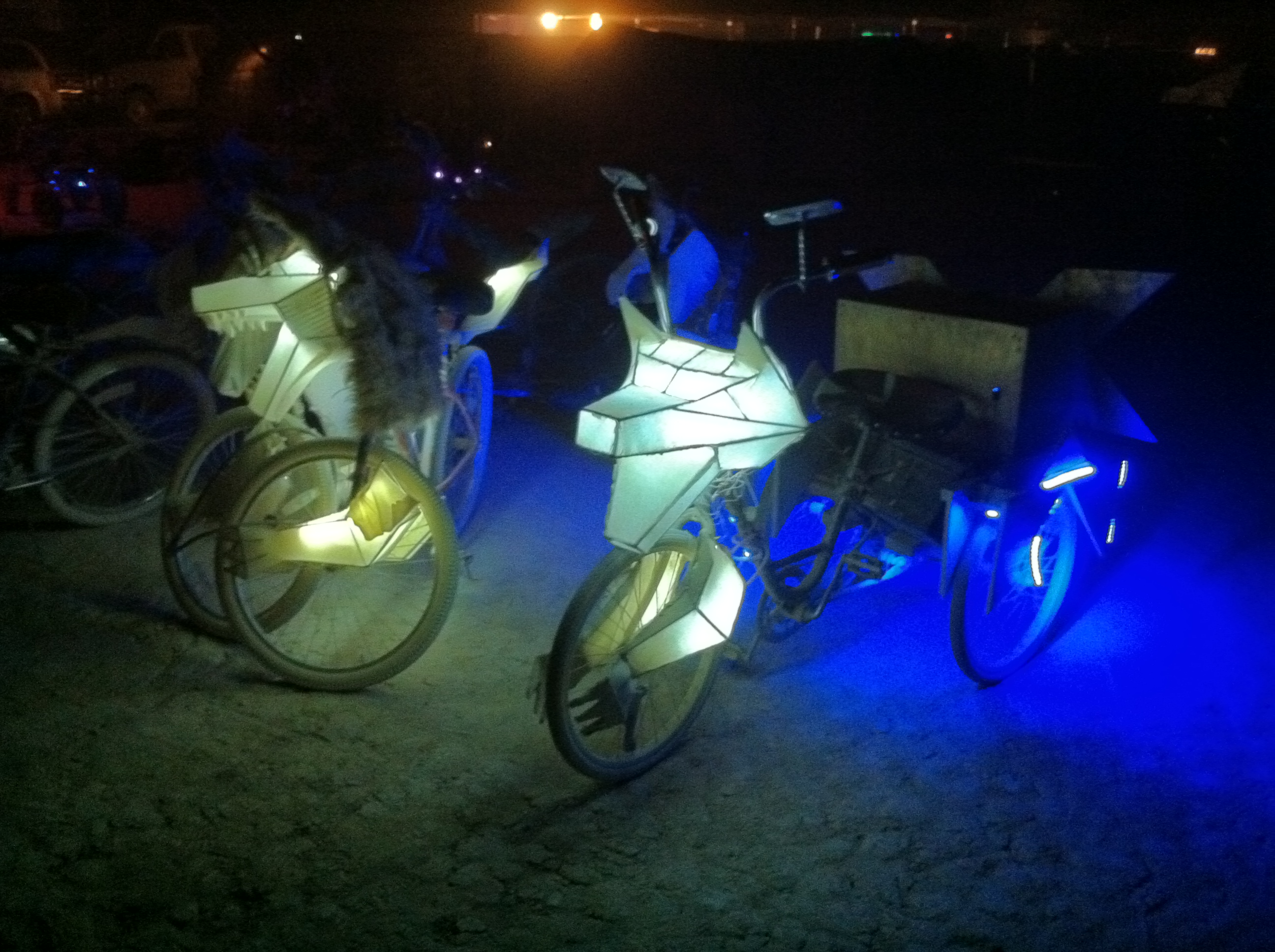
Velos renard au BM 2011.

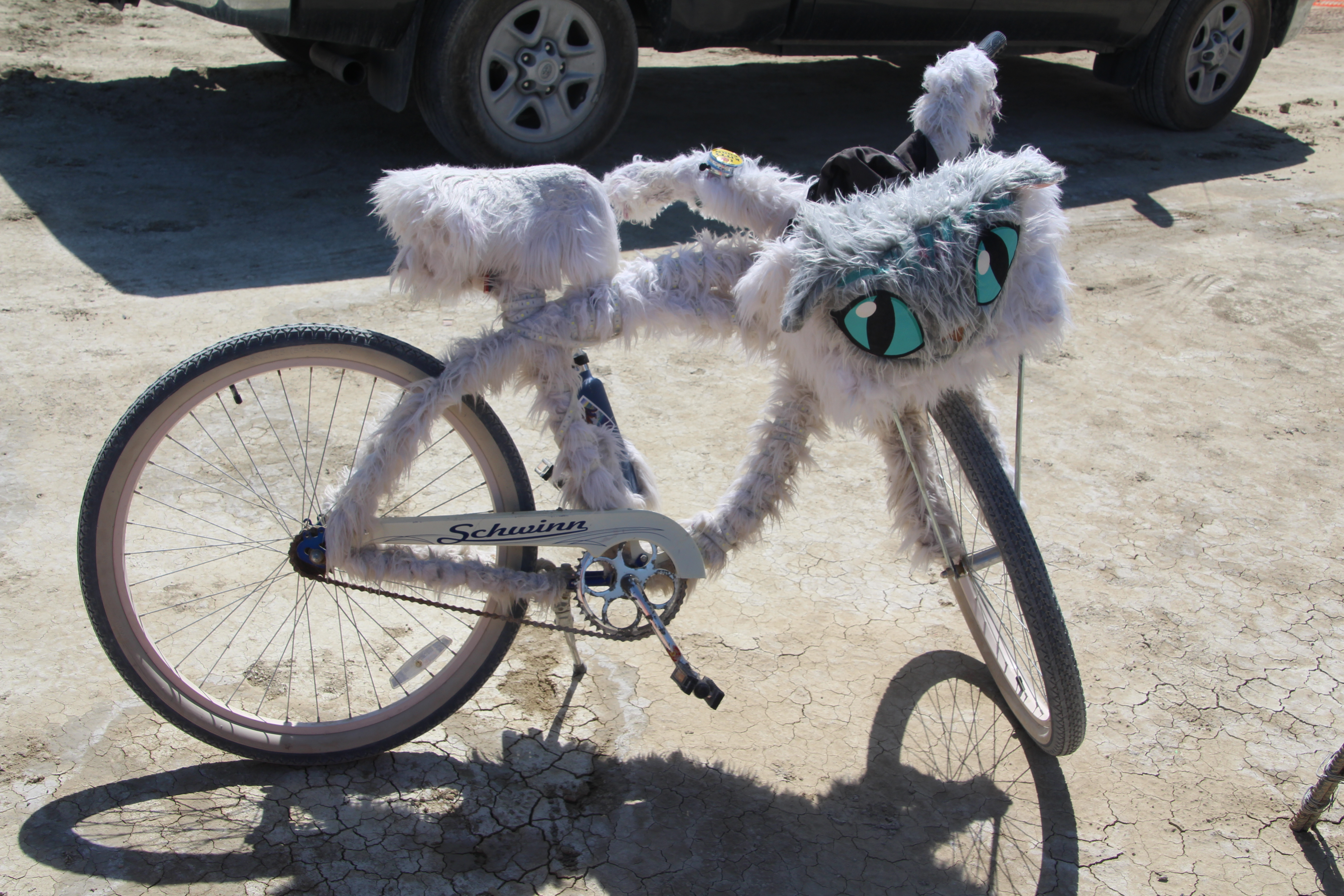
Velo décoré au BM 2014.

Les vélos sont très populaires pour se déplacer sur le lac asséché. Avant d'être un véhicule artistique, le vélo est un moyen particulièrement utilisé et idéal sur le playa. Les participants peuvent emprunter des vélos non décorés mis à disposition par l'organisation, ou parfois par leur propre camps s'ils en font partie. Acheter ou louer un vélo est fortement recommandé avant de venir au BM. Les VTT sont généralement préférés aux vélos de route pour se déplacer sur le limon asséché, qui est normalement dur mais qui se détache avec la circulation.
Les participants décorent souvent leurs vélos pour les rendre uniques. L'éclairage des vélos étant d'une importance capitale pour la sécurité nocturne, de nombreux participants l'intègrent dans leurs décorations, en utilisant un fil électroluminescent (un tube fin et flexible qui brille avec un effet de néon lorsqu'il est alimenté en électricité) pour créer des motifs complexes sur le cadre du vélo. D'autres participants vont plus loin et transforment carrément leur vélo et en font une œuvre à part entière.
Chaque nuit, des milliers de personnes à vélo parcourent la playa, créant un effet visuel unique.

### No Spectators: The Art of Burning Man
En 2018, la Renwick Gallery du Smithsonian American Art Museum, situé à Washington, a pour la première fois apporté dans la capitale le travail participatif du grand rassemblement du désert. L'exposition a pris possession de tout le bâtiment de la Renwick Gallery et du quartier environnant, faisant ainsi revivre la culture des créateurs et l'esprit créatif de ce mouvement culturel. Des installations immersives de la taille d'une pièce, des costumes, des bijoux et des objets éphémères transportent les visiteurs jusqu'à la célèbre playa du rassemblement, tandis que des photographies et des documents d'archives du Nevada Museum of Art retracent la croissance de BM et ses racines bohémiennes. Des installations à grande échelle - la marque artistique de BM - constituent le cœur de l'exposition. Des artistes individuels et des collectifs sont présentés dans cette exposition : David Best, Candy Chang, Marco Cochrane, Duane Flatmo, Michael Garlington et Natalia Bertotti, Five Ton Crane Arts Collective, Scott Froschauer, HYBYCOZO (Yelena Filipchuk et Serge Beaulieu), Android Jones, Aaron Taylor Kuffner, Christopher Schardt, Richard Wilks et Leo Villareal.
En outre, de multiples installations artistiques publiques de grande envergure ont été exposées dans tout le quartier entourant le musée, pour une extension de l'exposition No Spectators: Beyond the Renwick, qui comprend des œuvres de Jack Champion, M. et Mme Ferguson, HYBYCOZO, Laura Kimpton, Kate Raudenbush et Mischell Riley. Toutes les œuvres d'extérieur avaient été installées comme œuvres d'art honorifiques au BM dans les années passées, à l'exception de l'œuvre d'HYBYCOZO. Cette exposition en plein air est coproduite par une toute première collaboration avec le Golden Triangle BID (Business Improvement District in Washington, DC) sous la direction de Karyn Miller.

### Musique
Plus que de la vraie création artistique, la musique est à classer dans l'aspect « récréatif » du BM. Elle n'en reste pas moins l'une des grandes composantes de l'événement. Majoritairement orienté vers la musique électronique et la dance (EDM), le BM accueille de nombreuses scènes dispersées sur la playa, dans les camps à thèmes, sous forme de set DJ.
Les premières sonorisations commencent en 1992, sous l'influence de la culture rave de la région de San Francisco. Terbo Ted est identifié comme étant le premier DJ de l'histoire du Burning Man, en commençant par une chanson de Jean-Michel Jarre jouée sur un disque vinyle. Les DJ occupaient généralement un espace à la périphérie de la playa, surnommé le « Techno Ghetto ». Plus tard, des zones sont désignées pour accueillir les « camps du son », avec des limites de volume et de positionnement des haut-parleurs (orientés à l'opposé du centre de Black Rock City). Pour contourner les règles, des véhicules mutants avec des DJ en direct et de grands systèmes de sonorisation ont également commencé à apparaître, à la manière des sound systems mobiles jamaïcains.
Un certain nombre de grands camps de musique électronique deviennent récurrents, et bien connus au Burning Man, notamment Opulent Temple et Robot Heart. De grands producteurs et DJ représentant diverses époques et genres se sont produits, dont Armin van Buuren, Carl Cox, Markus Schulz, Paul Oakenfold, François Kevorkian et Freq Nasty, entre autres.
Ces dernières années, les participants commencent à s'inquiéter du nombre croissant de groupes de musique de danse électronique « grand public » (comme Jack Ü, en 2014). En 2015, les organisateurs ont créé une nouvelle zone connue sous le nom de « Deep Playa Music Zone » (ou DMZ,), afin d'accueillir des camions de sonorisation avec des DJ en direct.
La grande liberté qui règne au BM entraîne forcément des « débordements sonores » au fil des ans.
Que ce soit avec les sound systems sur véhicules mutants, mais aussi avec les installations sonores non roulantes, des tensions parmi les participants sont apparues. Cela amènera l'organisation du BM, en plus de l'aménagement de zones spécifiques, à la mise en place d'un « règlement du son » (Sound Policy) afin de limiter les conflits éventuels et de déterminer les bons usages et comportements des diverses productions sonores.

## Black Rock City
Black Rock City, souvent abrégé BRC, est le nom donné à la cité temporaire créée de toutes pièces chaque année par les participants de BM. Les infrastructures générales de la ville sont, pour une large part, mises en place à l’avance par des volontaires du Department of Public Works (DPW, ministère des Travaux publics californien), lesquels résident souvent sur la playa pendant plusieurs semaines avant et après l'événement. Tout le reste de la ville, y compris les camps à thèmes, les villages, les installations d’art et les campements individuels, est réalisé par les participants.
L'origine « historique » de cette « cité du désert » remonte à l’année 1991 où il a fallu déplacer le rassemblement de Baker Beach, plage devenue trop petite et problématique, vers le désert du Nevada. Le nom provient du fait que la cité est construite dans le désert de Black Rock.

### Emplacement et développement de la ville

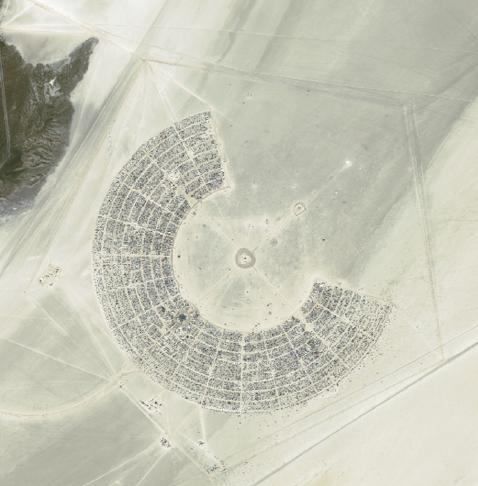
Image satellite de Black Rock City montrant sa forme en C, semi-circulaire.

Au début des années 1990, BRC EST délibérément cachée au milieu de l'immensité du désert de Black Rock. Les participants sont dirigés vers une station appelée The Gate (« la porte »), et là, on leur fournissait les coordonnées qui leur permettraient de localiser l'emplacement du BM. Cependant, à mesure que la fréquentation augmentait, il devient évident qu'un grand nombre de véhicules ne pouvaient pas traverser cet espace en toute sécurité. Les phénomènes météorologiques comme les voiles blancs, les orages violents occasionnels, les fréquents tourbillons de poussière ainsi que le comportement de certains participants, comme la tendance des conducteurs à atteindre des vitesses dangereuses, ont amené à réfléchir à un emplacement plus proche de la route. En 1998, BRC est construite à l'extrémité sud du désert, à quelques kilomètres de la ville de Gerlach. Les déménagements ultérieurs vers l'emplacement actuel sont déterminés par des négociations avec le BLM pour ne pas interférer avec les autres visiteurs du désert.
BRC est, au départ, une ville « circulaire ». À l'origine, cette forme n'était pas particulièrement prévue mais s'est imposée d'elle-même, instinctivement, comme pour se protéger d'un si grand espace vide autour, une sorte de « cercle de chariots » (à l'image de ceux que l'on voit dans les westerns).
En 1992, quatre avenues Font d'abord leur apparition, indiquant les points cardinaux, pour permettre aux participants de s'orienter. Puis une esplanade, sorte de hub central, fait peu à peu son apparition, à l'initiative de Larry Harvey, comme point de repère et point de centralisation des services. En 1996, un deuxième cercle de rues est ajouté, appelé Ring Road. Une zone appelée No Man's Land est aussi établie devant le camp pour préserver la vue vers l'Homme. En 1997, BRC se déplace de la playa vers un site peu éloigné, la Hualapai Valley (en) et change de forme, en passant d'un cercle à une sorte d'amphithéâtre. Pour la première fois, le BM est doté d'un portail, point d'entrée unique. En 1998, BRC est de retour sur la playa. Le dessin de la ville change, pour passer de circulaire à semi-circulaire, afin d’éviter les problèmes subis précédemment, comme en 1996 avec un étalement tentaculaire désastreux. La ville commence à prendre la forme qu'on lui connaît depuis. Le centre de la ville devenant l'emplacement attitré de la statue du Man, visible depuis toutes les rues rayonnantes depuis ce centre.
À partir de ce centre rayonnent ces rues, qu’il est de coutume de nommer « avenues », coupant les arcs de cercle, et courant du Man jusqu’au plus éloigné de ceux-ci. Le tracé de ces rues est visible sur les photos aériennes. D'autres rues, semi-circulaires, croisent des rues rayonnantes. Celle en arc de cercle située la plus à l’intérieur est appelée l’Esplanade, et les autres sont dotées de noms qui renvoient au thème général choisi, et ordonnées, d’un bout à l’autre, selon un certain système (par ordre alphabétique, par exemple) afin que les noms puissent être retenus plus facilement.
En 1999, pour le thème de « la Roue du temps », et de nouveau en 2004 pour le thème de la Voûte céleste, ces rues en arcs furent nommées d’après les planètes du système solaire. Les rues rayonnantes sont tracées tous les 15°, ce qui compose 24 secteurs. Il est décidé que chaque secteur serait nommé par un identifiant horaire, demi-heure par demi-heure, par exemple 6 h ou 6 h 30.

### Évolution de l'urbanisme
Au sein de BRC se sont développées, au fil des ans, de nombreuses zones différenciées : habitations, zone d'art, postes de sécurité, lieu de rencontre, « no man's land », « esplanade », aéroport, installations sonores, café du camp central… La forme actuelle de la ville résulte de l'interaction continue de nombreux facteurs : circonstances historiques, questions de sécurité publique, besoins logistiques, conditions environnementales, politique, idéaux sociaux, utilisations concurrentes ou potentiellement conflictuelles de l'espace au sein des participants, perceptions esthétiques, besoin d'une sorte de symbolisme spirituel…
Les bâtisseurs commencent à zoner l'espace dans la ville en 1997. Il était nécessaire de situer les camps thématiques d'une manière cohérente. Diverses questions les ont amenés à créer une zone autour du Man, à l'intérieur et au-delà de l'arc de Black Rock City, réservée aux installations artistiques à grande échelle. Au fur et à mesure que le plan se développe, il faut différencier et séparer divers usages spécialisés et potentiellement conflictuels. Cela implique une étude empirique des besoins sociaux tels qu'ils ont naturellement émergé d'une réalité sociale de plus en plus complexe.

### Infrastructures
Il existe des dizaines de services, d'endroits, émanant de l'organisation ou non à visiter, consulter ou solliciter pendant le BM. Il y a les lieux « officiels » du BM, les infrastructures indispensables (sécurités incendie, policière, médicale, approvisionnements divers) comme culturels ou de confort.
Il y a les animations, les expositions proposées par les participants.
On peut citer, entre autres : 

#### Center Camp
Le Center Camp est la grande place centrale de la ville, située sur la ligne médiane de Black Rock City, faisant face au Man dans la position de 6 h sur l'Esplanade (rue la plus intérieure de la ville). Cette zone, comprend, entre autres : 
- Le Center Camp Café, un vaste espace de près d'un demi-hectare, espace d' expression artistique : exposition d'œuvres d'art, lecture de poésie, théâtre, scène musicale[212]. Jusqu'en 2022, les organisateurs y vendaient des boissons chaudes et froides[213], date à laquelle ce service est supprimé pour des raisons économiques et environnementales[214].

- Le Camp Arctica, un lieu de vente de glace de rafraîchissement (à but non lucratif[215]) pour tous les participants[131], (à présent aussi dans la ville à « 3 h » et « 9 h »). Cette place trouve son origine dans la Desert House mise en place par William Bizen lors du premier Desert Siteworks, en 1992. Cette même année Larry Harvey lui demande de la construire également au BM. Il s'agissait de la première structure artistique en dehors du Man, et elle devient le premier lieu de rassemblement central et structuré, ce qui a conduit au développement du Center Camp[216].

#### The ARTery
Centre de ressources et point de liaison entre tous les artistes et l'organisation du BM. La mission de l'ARTery est de servir et de défendre l'expression artistique. Le but de l'ARTery est d'être un centre de ressources pour les artistes qui facilite le placement et l'exposition d'œuvres d'art sur la playa pendant l'événement.

#### Aérodrome
Une section de la playa est utilisée pour un aérodrome temporaire mis en place avant chaque édition. La piste d’atterrissage est une simple bande de terrain légèrement aménagée, dépourvue de balises lumineuses.

#### Villages et camps à thème
Les villages et camps à thèmes s'alignent le long des rues situées au cœur de la cité et offrent souvent des distractions ou des services aux participants. Ce ne sont pas, à proprement parler, des infrastructures mises en place par BM mais, au contraire, par les participants. C'est l'âme du BM.
Les camps à thèmes sont en général un collectif de personnes qui représente celles-ci sous une seule et même identité particulière. Les villages se composent ordinairement de camps à thèmes plus réduits ayant décidé de se regrouper en vue de mettre en commun les ressources et de joindre leurs efforts pour améliorer le lieu qu’ils occupent. On y trouve[style à revoir] aussi bien des expositions et des installations artistiques de plus petite taille que celles réparties sur la playa, que la partie « musicale », DJ, danse, et « boîte de nuit ».
Les sujets les plus improbables et décalés peuvent être abordés avec des thèmes destinés à amuser, étonner, voire choquer. Par exemple, depuis plusieurs années, un collectif expose un « camp de la mort de poupée Barbie », rappelant le camp de concentration nazi d'Auschwitz,, soulevant les protestations des associations de défense juive américaine (à voir également dans le reportage d'Antoine de Maximy J'irai dormir chez l'homme qui brûle).
Si des camps à thèmes et des villages se forment, c’est souvent avec l’intention de recréer, au sein de BRC, une atmosphère particulière que le groupe avait à l’esprit. À mesure que BM grandit chaque année et attire une foule chaque fois plus diversifiée, ces camps à thèmes tiennent lieu de sous-cultures urbaines, à l’instar de ce que l’on rencontre dans n’importe quelle autre ville.

### Sécurité, ordre public et réglementations
Ce qui n'était qu'une « petite réunion » dans le désert au début est vite devenu un grand village, puis une ville à part entière, avec tous les problèmes et débordements que cela implique : vente et consommation de drogues, dégradations de biens, vols, conflits entre burners, urgences médicales, départs de feux, et accidents divers. Les autorités locales et fédérales assurent surveillance et application des lois en vigueur. BRC est sillonnée par des patrouilles de diverses autorités policières locales et de l’État du Nevada, ainsi que par les gardes officiels (Rangers) du BLM. L'organisation du BM a, d'autre part, son propre service d'ordre, les Black Rock Rangers, composé de volontaires, intervenant en médiateurs informels chaque fois qu’un conflit surgit entre participants.
Dans des documents de février 2013, rendus publics pour la première fois le 29 août 2010 par l'organisation a but non lucratif américaine MuckRock il est révélé qu'en août 2010, le FBI avait envoyé un mémo à ses bureaux locaux du Nevada déclarant qu'il patrouillerait dans BRC pour « aider à la prévention des activités terroristes et à la collecte de renseignements ». Bien qu'une évaluation de la menace effectuée par le FBI en collaboration avec les services de sécurité sous contrat ait déterminé que la consommation de drogue et le contrôle des foules étaient les seules menaces majeures pour le BM, le Bureau a tout de même envoyé un nombre indéterminé d'agents sous couverture à l'événement, sans menaces ou réactions négatives,.
D'autre part, la sécurité, la lutte contre les incendies, les secours médicaux d’urgence, les services de support psychologique et les services d'appui aux communications sont assurés par les volontaires du « Département des services d'urgence de Black Rock City » (Black Rock City Emergency Services Department),.
La lutte antidrogue est une des préoccupations principales des autorités, et même si la consommation de certaines substances psychoactives est autorisée dans l'État du Nevada, des policiers patrouillent le BM très régulièrement, à la recherche de drogues, de gens qui serviraient de l'alcool à des personnes de moins de 21 ans (âge légal pour la consommation d'alcool aux États-Unis), allant jusqu'à « tendre des pièges » comme ils en ont le droit aux États-Unis.

## Bénévolat
Burning Man est dans une large mesure tributaire d’un grand nombre de volontaires disposés à dépenser leur temps et leur énergie pour la manifestation. Effectuer un travail bénévole pour Burning Man est une forme de participation altruiste et n'est pas associé à une quelconque gratification matérielle ni même à l’octroi d’un billet d’entrée. Ce sont plus de 2 000 volontairesdont l'événement a besoin pour exécuter tout un ensemble de tâches, dans tous les domaines du rassemblement. Il existe de nombreuses équipes de bénévoles (plus de 25), depuis les Gardiens du Temple jusqu'aux équipes de secours, de construction…
On peut citer, par exemple :

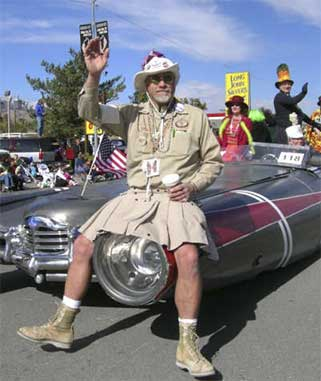
Membre des Black Rock Rangers chevauchant un véhicule mutant lors de la parade du Nevada Day.

- Avant l'événement et tout au long de l’année : les préparatifs se faisant à San Francisco, la plupart des groupes de volontaires (San Francisco Squad[233]) devront s'y réunir périodiquement. Les volontaires DPW[25], qui devront s'être libérés pour plusieurs semaines précédant l'événement, entament la construction de la ville environ un mois avant le début de la manifestation. Les Rangers organisent des activités spéciales (entraînements, week-ends de nettoyage, etc.) tout au long de l’année pour préparer leurs volontaires.

- Durant la manifestation : une série d’équipes, composées de volontaires venues du monde entier, se charge des différentes tâches (accueil, guichet, installations d’art, navette d’autocar, recyclage, radio d’information, éclairage, aéroport, etc.)

- Après l'événement : tandis qu’une équipe (Exodus Team) veille à ce que le retour des participants se déroule sans accroc[234], l’équipe des volontaires DPW, transformée en escouade de nettoyeurs, passe la playa au peigne fin, pour retirer les « MOOP » soucieuse de ne laisser aucune trace, en accord avec la politique du « Leave No Trace ».

## «Leave No Trace»: Burning Man et la problématique environnementale

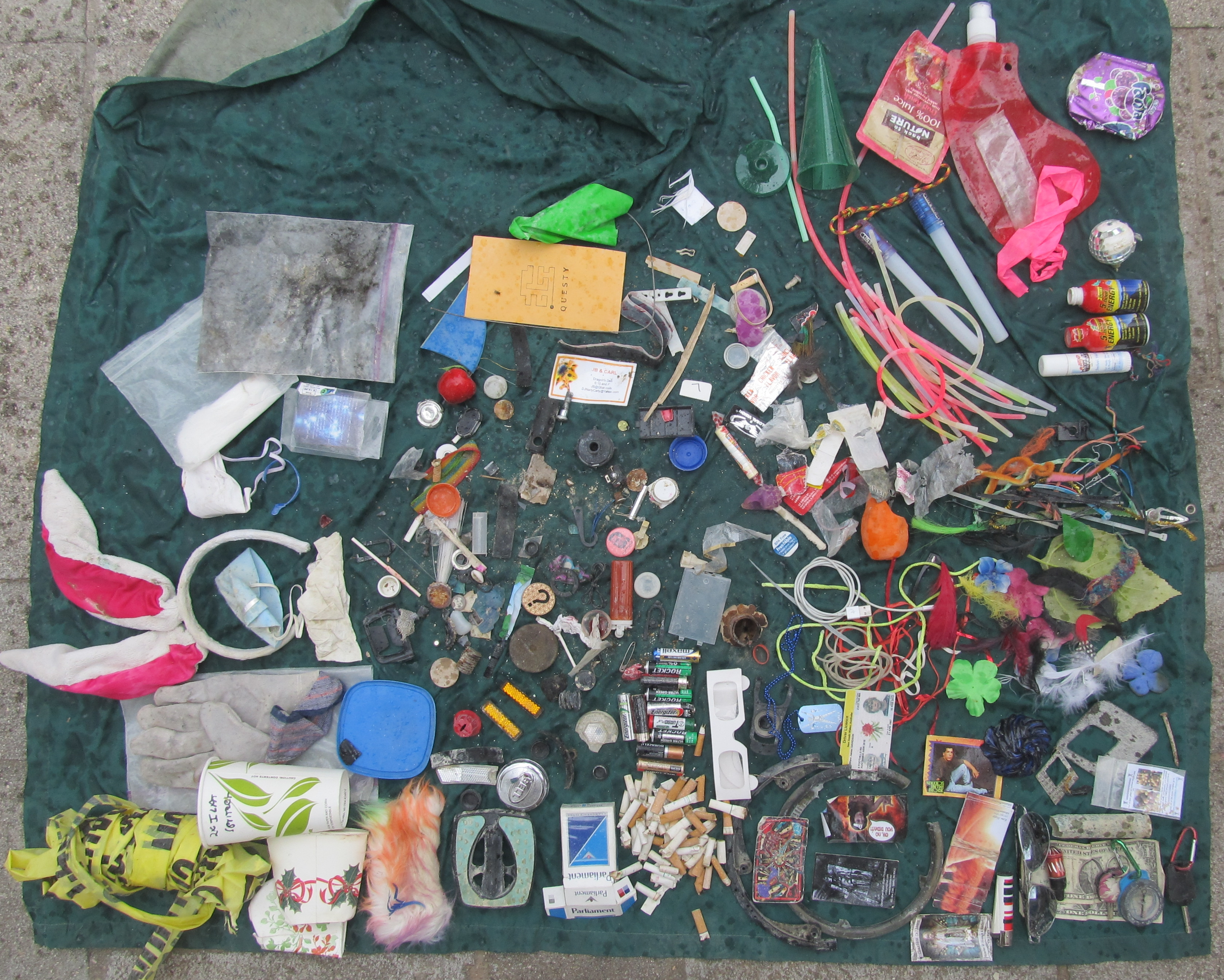
Exemple de « MOOP » qui peuvent être ramassées après le BM (2013).

Le BM a lieu au milieu d'un désert. La playa est un milieu naturel fragile. Les dizaines de milliers de participants, et tous les véhicules, installations, infrastructures, travaux, brûlages… ont un impact évident sur ce milieu qui, bien que semblant sans vie, sert d’habitat à de nombreuses espèces animales et végétales. Depuis le début de l'événement sur cette sebkha, les organisateurs ont pris en compte cette problématique. Toutes sortes de déchets pourraient polluer le désert : débris d'œuvre d'art, de feux d'artifice, des objets perdus, des débris de bois, de plastique, des mégots de cigarettes… La liste est longue de ce qui constitue le concept de MOOP (Matter Out of Place).
En 1998, BM met en pratique la politique du Leave No Trace (ne pas laisser de trace), inspirée par la Cacophony Society et le Desert Siteworks : rendre les lieux dans le même état où ils les ont trouvés, en retirant toute trace de l'événement.
À cette fin, une équipe de bénévoles est créée, la Playa Restoration Team, et reste plusieurs semaines après le BM pour tout nettoyer en suivant un protocole minutieux pour ne laisser, si ce n'est aucune, le moins possible de trace. Elle effectue un véritable « ratissage » du sol en équipe, par secteur, sur l'immense surface utilisée pour le rassemblement.
Le travail effectué par cette équipe est ensuite évalué et validé par l'autorité du Bureau de gestion du territoire (BLM). De cette validation dépend la tenue du BM l'année suivante.
Les standards du BLM sont extrêmement élevés. En effet, lors de l'inspection, la densité de débris résiduels maximum ne doit pas excéder 1 pied carré de débris par acre, en unités américaines, soit 0,09 m2 pour 4 046 m2 (en gros, un carré de 35 cm de côté de débris pour une surface d'un demi-hectare). Soit, traduit en pourcentage, 0,002 % de déchets, ou encore 99,998 % de « propre ».
Cette exigence est réalisée tous les ans.
(Cette politique ne prend cependant en compte que la surface occupée par BRC, et est polémique du fait des possibles dispersions des déchets et dépôts sauvages alentour. Voir le paragraphe suivant.)

## Critiques et dérives
Depuis de nombreuses années le BM est sous le feu de la critique. Que ce soit en matière environnementale, comportementale (drogue, sexe, alcool), de soupçons de dérive financière, voire purement et simplement la perte de son esprit même. La volonté de totale liberté originelle est rabotée peu à peu, au fur et à mesure des années, par l'ampleur et la renommée grandissantes. Certains burners passent peu à peu d'acteurs à spectateurs de l'évènement. Les transformations, adaptations, changements sont des évolutions inévitables de ce genre d'évènement, mais ne font pas l'unanimité, tant s'en faut, au sein de la communauté, notamment auprès de certains des plus anciens burners. Déjà en 2007 pour dénoncer ce fait, et raviver l'anarchie d'origine, un participant incendie le Man avant l'heure, « dans une tentative de ranimer l'attitude de poursuite du chaos qui a été largement réduite ».

### Impact environnemental
Nombre de critiques s'élèvent, au fil des ans, pour dénoncer l'impact négatif du festival sur l'environnement. Un groupe de scientifiques de San Francisco s'applique à calculer dans quelle mesure le BM pourrait aggraver le réchauffement climatique. Ayant mis sur pied l’organisation CoolingMan, ils conçoivent un système capable de calculer combien de gaz à effet de serre les participants seront amenés à produire, notamment les installations d'art et les incinérations. Le projet incite beaucoup de gens à chercher comment agir positivement contre le réchauffement planétaire et le changement climatique, et à essayer d'imaginer des solutions. Le site Internet de CoolingMan propose des actions qui permettent aux burners de compenser les effets dommageables de leurs activités en plantant des arbres ou en investissant dans les sources d’énergie alternatives.
L'empreinte carbone et la pollution générée par le BM est en partie due aux participants eux-mêmes qui semblent être nombreux à ne pas faire les efforts suffisants pour minimiser leur impact négatif. Ainsi, leur transport vers une région aussi éloignée de leur lieu de résidence, que ce soit en voiture ou en camping-cars, semble être les plus grandes sources de CO2. La présence d'un aérodrome et de nombreux jets privés qui y atterrissent pendant le festival augmente encore cette empreinte. L'organisation CoolingMan a estimé que le Burning Man de 2006 était responsable de la production de 27 000 tonnes de dioxyde de carbone, dont 87 % provenaient de ces transports. En 2014, le journal L.A. Weekly estime, entre autres, qu'un participant produit deux fois plus de dioxyde de carbone qu'un Américain moyen sur la même période.
Le Sierra Club critique le Burning Man pour les « centaines de milliers » de bouteilles d'eau en plastique qui finissent dans les décharges, ainsi que pour l'utilisation de produits inflammables et de feux d'artifice.
Divers installations et « brûlages » soulèvent aussi les protestations et semblent en totale contradiction avec les principes écologiques du Leave No Trace. Il est un temps où il était permis de brûler les œuvres d'art, le Temple et le « Man » à même le sol de la playa, mais cette pratique étant susceptible d'occasionner des « cicatrices » de brûlage, il y est mis un terme. Il est décidé que les objets devaient obligatoirement être brûlés sur des plates-formes prévues à cet effet. Bien que BM ait élaboré des consignes précises sur la manière d’aménager une plateforme de brûlage et sur ce qu’il faut s’abstenir de brûler, des préoccupations demeurent quant à leur non-observation par certains participants, au détriment de l’environnement et des autres participants.
Certaines œuvres en elles-mêmes soulèvent des questions concernant leur éthique environnementale.
Par exemple, en 2007, BM (dont le thème était Green Man, « l'homme vert ») reçoit des critiques de la presse et des associations environnementales pour l'installation Crude Awakening. Un derrick de 30 mètres de haut qui a consommé près de 900 litres de kérosène et 8 800 litres de propane liquide pour faire exploser une boule de feu en forme de champignon de 90 mètres de haut sur le thème de la prise de conscience des dégâts dus à l'industrie pétrolière,.
D'autres critiques mettent en avant que le nettoyage de la playa à la fin du festival ne se fait que sur l'espace occupé par BRC, alors qu'on retrouverait[style à revoir] des déchets sur des distances plus éloignées, notamment en bord de route et dans les  jardins des résidents des villes proches, du fait du passage des participants avant, pendant et après l'événement. De nombreuses voix s'élèvent toujours régulièrement, notamment dans les médias, pour dénoncer l'hypocrisie, voire le paradoxe de l'événement en matière environnementale, et parfois de manière caricaturale.
De nombreux projets écologiques sont mis en place sur le BM dès 2007 en matière d'énergies renouvelables, de retraitement des déchets, d'éducation… Grâce au projet Black Rock Solar, des panneaux solaires de 30 kilowatts sont installés pour fournir en électricité le Man. D'autres panneaux sont offerts à l'école de Gerlach, à l'hôpital Pershing County General Hospital de Lovelock, Nevada. En 2019, le BLM revoit ses exigences en matière environnementale à la hausse (de la qualité de l'air à la pollution lumineuse, aux mauvaises herbes, à la sécurité des oiseaux migrateurs, à l'accumulation des déchets) ainsi que les coûts d'obtention du permis d'occupation du domaine public et durcit la réglementation imposée au BM, au point que l'organisation déclare le festival menacé,.
(En juillet 2019, le permis est toutefois accordé). Cette même année, l'organisation Burning Man Project met en place une feuille de route afin de rendre l'empreinte carbone du BM négative à l'horizon des années 2030. Les premiers buts à atteindre sont ainsi définis avec par exemple les points suivants : créer un cadre pour les émissions négatives, travailler avec le personnel, les camps et les partenaires sur la gestion des déchets, accueillir une série de rassemblements sur la durabilité...
En 2021, le Burning Man Project après avoir atteint ses premiers buts met en place une nouvelle étape avec de nouveaux objectifs à atteindre en matière de soutenabilité environnementale. En 2022, ce projet est porté directement sur le BM, avec des changements directs à Black Rock City tels que la réduction de 10% de la consommation en combustible fossile (fuel) des infrastructures de l'organisation, l'électrification solaire du Man, la mise en place d'infrastructures de stockage permanent pour les véhicules mutants, les oeuvres d'art, à Gerlach même, afin de réduire les besoins en énergies fossiles pour le transport jusqu'au BRC.

### Finances
L'impact financier positif du festival sur la région est évident. Que ce soit pour l'aéroport de Reno, qui voit sa fréquentation exploser, ou que ce soit pour les commerces locaux qui profitent des dépenses des participants, qui viennent se fournir en provisions, matériel de camping, en vélos et en boissons dans les bars de la ville de Gerlach,…
On estime que ce sont 60 millions de dollars qui sont injectés dans l'économie locale, 50 de la part des participants et 10 de la part du festival. Cependant, le besoin de fonds est tellement grand que des dérives ont vu le jour. L'augmentation perpétuelle du nombre de participants entraîne l'augmentation perpétuelle du prix du billet d'entrée, passé de 15 dollars, en 1991, à 575, en 2022. Des coûts additionnels quasi obligatoires, que doivent acquitter les participants pour entrer un véhicule sur le site, viennent s'y ajouter. De plus, l'aspect non commercial de l'événement, où tout est censé être gratuit (puisqu'il faut y être autonome, et donc tout apporter), n'est pas clair. On peut acheter cafés, boissons et glaces à rafraîchir. Ces ventes sont cependant redistribuées et ne sont pas censées être rentables pour le BM.
Depuis plusieurs années, une polémique enfle concernant les « Turnkey Camps » - camps clés en main - vendus par des entreprises privées, parfois au prix de 25 000 dollars (22 000 euros) par personne, « incluant le jet privé jusqu’à Black Rock City et le Wi-Fi interdit ailleurs sur le site » pour des participants aisés ne voulant pas forcément faire l'effort de tout faire eux-mêmes. (voir la section gentrification).
L'organisation du BM cherche à les limiter, à défaut de pouvoir, ni vouloir, les interdire, en soulignant le fait qu'ils apportent des fonds et permettent d'inclure des participants d'horizons différents de ceux habituels des burners traditionnels, et que cela permet aussi à certains d'entre eux de diriger leur temps et leurs efforts sur la création. Elle insiste aussi sur le fait qu'elle fait à présent la différence entre les « bons » camps (adventure outfit) et les « mauvais » , à la suite des critiques et polémiques. D'autre part, des zones d'ombre existent concernant la relation entre le BM et l'argent. Ainsi, depuis 2013 les « bilans » publiés après chaque BM le sont au travers de la Form 990 (en), formulaire du service des impôts sur le revenu américain destiné aux organisations à but non lucratif. De ce fait, ces chiffres sont le strict minimum obligatoire et ne dévoilent pas toutes les informations financières de l'organisation.
Son budget (chiffres 2018) dépend des ventes de tickets (43 millions de dollars) et de subventions, entre autres.
En 2018, il est de 46 millions de dollars, dont 44 rien que pour l'organisation du BM. Ce sont plus de cent salariés à plein temps qui travaillent pour l'organisation à but non lucratif, et les salaires des dirigeants sont en augmentation (2007-2008) et peuvent sembler très importants pour une organisation à but non lucratif.
En 2020, certaines autorités locales déplorent l'opacité du fonctionnement financier interne du BM et déclarent ne pas percevoir les taxes à la hauteur qui leur étaient dues, accusent l'organisation de falsifications du nombre d'entrées payantes en jouant sur la définition même de « participants ». Le BLM, sous la pression de ces autorités, s'apprête à révéler les chiffres confidentiels qui lui ont été fournis par l'organisation, malgré un accord de non-divulgation. Pour empêcher cela, l'organisation porte plainte contre le BLM, argumentant que « Burning Man subira un préjudice irréparable si BLM divulgue au public les documents en question et les informations financières ou commerciales confidentielles qu'ils contiennent, et que ces informations deviennent ainsi accessibles à des concurrents commerciaux. ».
Une lecture de l'évolution de la relation du BM avec l'argent souligne ces dérives. Déjà, en 2009, le réalisateur Olivier Bonin, dans son film documentaire Dust and Illusions. 30 Years of Burning Man History, exprimait cette critique en se demandant si le BM n'était pas en train de perdre son âme.
Il existe un aspect positif indéniable qu'apporte le BM : les dons aux communautés locales - ville de Gerlach, comté de Pershing, État du Nevada… Le BM donne régulièrement aux associations caritatives, aux écoles, aux musées, et aux maisons de retraite. Depuis 2003, le Burning Man Project a donné un peu plus de 1,5 million de dollars au Nevada, à la région de la baie de San Francisco, ainsi que 468 350 dollars à des organisations et des œuvres de bienfaisance du comté de Pershing.

### «Gentrification»
Le BM voit sa population grandir et évoluer depuis le début de son histoire. Son installation dans le désert de Black Rock en a fait un événement pérenne et renommé. Comme toute manifestation de la sorte, il est par certains aspects victime de son succès. Aux burners « traditionnels », qui originellement viennent pour partager plus qu'un simple festival mais un esprit, les 10 principes et l'aspect contre-culturel de la manifestation, avec tout l'aspect « roots » qui en découle (vie en autonomie, partage…), des participants venus d'horizons très différents se sont greffés sur la manifestation au fil des ans. Depuis les « starlettes » des réseaux sociaux aux acteurs célèbres, en passant par les grands patrons des GAFAM, de la « tech » californienne, ou encore des hipsters, on constate ces dernières années une certaine gentrification du BM. Ces nouveaux participants ont pour habitude de louer des camps clefs en main (voir paragraphe précédent), entourés par un mur de camping-cars, dans lesquels les autres burners ne peuvent pénétrer. Ils y trouvent tous les services d'un hôtel de luxe : équipe de cuisiniers, accès à la télé et à l'Internet par satellite, véhicules à disposition, climatisation, et même un service de conciergerie en provenance de Suisse (ce service n'est plus disponible à la suite de la mauvaise publicité faite à l'esprit du BM). Certains n'y passent qu'une journée, arrivés et vite repartis en jet privé.
Cette expérience est loin de l'esprit original du BM et est débattue au sein de la manifestation.

### Conduites à risques au Burning Man: «sexe, drogues… et alcool»
Le BM est originaire de San Francisco, la ville qui voit dans les années 60 se développer le mouvement hippie, notamment dans le quartier de Haight-Ashbury. Le premier rassemblement s'est tenu sur la plage nudiste de Beaker Beach. Cet événement est basé sur plusieurs principes qui sont directement inspirés de courants contre-culturels comme le mouvement hippie, et la sous-culture rave présente au sein du BM presque depuis ses origines. Ces contre-courants amènent avec eux des pratiques à risque comme l'usage de drogues, la consommation d'alcool et le sexe.
Comme dans beaucoup de grandes concentrations, les concerts, les festivals, la présence de substances psychotropes légales ou non semble inévitable au BM. Il est même « plus facile d'en trouver que des bonbons pendant Halloween », et ce, quasiment depuis ses débuts dans le désert. Des journalistes locaux ont consulté les registres de saisies de drogues afférents au BM (2016) faites par le bureau du shérif du comté de Pershing et y ont trouvé consignés, entre autres (par ordre décroissant de quantité) : psylocibe (champignons hallucinogènes), marijuana, ecstasy, cocaïne, LSD, kétamine, méthamphétamine. Si l'on s'en tient à ces chiffres, les drogues « naturelles » (marijuana, champignons) représentent les deux tiers des saisies, et les drogues de synthèse (ecstasy, MDMA, etc.) le dernier tiers. Ils ne sont cependant pas parfaitement représentatifs, certaines substances étant en quantités et qualités inconnues ou estimées de manières différentes suivant les saisies.
Le cannabis est l'une des substances les plus consommées pendant le BM. L’État du Nevada autorise, sous certaines conditions, la consommation de certaines substances psychoactives. Ainsi, la consommation du cannabis est légale pour les adultes, dans les espaces privés, mais interdite sur la voie publique ainsi que sur les terrains sous juridiction fédérale, comme l'est le désert de Black Rock. Sa consommation est donc théoriquement interdite pendant le festival, même si les autorités locales font preuve d'une certaine tolérance, en appliquant les lois du Nevada (2017). Il est cependant fortement recommandé aux burners de ne consommer leur herbe ni sur la playa ni dans des endroits publics ni dans leur véhicules, que ce soit en conduisant ou encore à l'arrêt.
Un autre sujet délicat concernant le BM est le sexe. S'il existe toute une mythologie à ce propos, il convient de faire la part de choses. Certains participants font du sexe une composante inséparable de leur venue au BM et les pratiques les plus variées y coexistent, depuis le simple flirt, les massages érotiques, en passant par les relations « classiques », jusqu'aux pratiques plus « exotiques » (sado-masochisme, bondage, fétichisme, suspension, sexe avec multiples partenaires). Ce « flou artistique », relayé par la presse, donne lieu a des informations surprenantes ; les pratiques sexuelles débridées seraient « recommandées » : « La nudité en public, surtout chez les femmes, est activement encouragée, tandis que les orgies - ou à tout le moins les échanges de partenaires, voire les trios - sont devenues… fréquentes au Burning Man… », « il n'y a aucune règle, il y a des orgies partout, les actes sexuels se pratiquent en public, tout le monde y est nu, c'est très simple d'y avoir des relations sexuelles ». Ces informations semblent cependant largement exagérées et contredites par d'autres médias,,,.
La désinhibition due à la consommation d'alcool et de drogue facilite parfois des comportements inappropriés. Comme dans toute ville, BRC n'est pas exempte de crimes. En dépit des déclarations des organisateurs, expliquant que le BM est un endroit sûr et que les agressions sexuelles sont rares, des agressions sexuelles ont tout de même bien lieu. Depuis le simple attouchement jusqu'au viol, en passant par la tentative de viol. Ces crimes se sont déjà produits, principalement sur des femmes seules.
Les registres du bureau du shérif du comté de Pershing font état de 62 agressions sexuelles, dont des viols et des tentatives de viol, au BM remontant à 2002.
Le festival conscient de ces problèmes donne des conseils, du soutien sanitaire et légal aux personnes ayant subi des agressions et voulant une aide.

### Conditions de travail
Pour la construction de BRC, et pour tout le travail qui est effectué en amont et en aval, tout au long de l'année, l'entreprise Black Rock City LLC emploie des salariés et gère les bénévoles.
Plusieurs d'entre eux se sont plaints de dérives dans les relations hiérarchiques, de manque de sécurité et de soutien sur le site lors de la construction de BRC, de différences salariales et de traitement entre hommes et femmes, voire de misogynie de la part des cadres, d'écarts salariaux injustes, de licenciements abusifs… 
De multiples suicides en relation avec le DPW ont été mis au jour en 2009 et 2015 par des journalistes. « Ces décès sont directement attribués à des salaires injustes, des mauvais traitements, des conditions de travail stressantes et extrêmement dangereuses. ». Il s'avère que le plus haut taux de suicide (3 %) au sein des employés/volontaires est treize fois supérieur à celui des vétérans américains revenant d'opérations de combat. Dans une année où un seul suicide a lieu, ce taux reste encore quatre fois supérieur.
En 2014, une volontaire Ranger devient aveugle lors d'un accident dû à un laser, survenu pendant le brûlage du Man. Elle estime ne pas avoir reçu l'aide et les compensations financières à la suite de cet accident. Elle déclare que, si elle croit toujours aux principes du BM, elle décèle à présent une déconnexion entre les gens sur le terrain et le management ainsi que ceux qui dirigent le festival.
En 2017, un salarié ayant voulu mettre en place un syndicat pour la défense des droits des employés et bénévole est licencié. À la suite du procès qu'il intente contre Black Rock City LLC, un accord est signé entre les deux parties dans lequel Black Rock City LLC s'oblige à le réembaucher et lui verser des indemnités. Elle s'oblige également à publier une note officielle à ses employés pour affirmer qu'ils ont le droit légal de se regrouper en syndicats.

### Médias
Si les participants au BM sont libres et bienvenus de prendre des photos (dans le respect des règles habituelles), il n'en va pas forcément ainsi pour les journalistes, photojournalistes et, plus largement, toutes les personnes rendant publique ou faisant commerce de l'image du BM. Comme tout événement très médiatisé, nombre d'articles de presse, de photographies et de médias gravitent autour de l’événement. Cela, avec toutes les dérives et les raccourcis possibles, comme aussi les informations les plus neutres ou les plus enthousiastes. Le BM tient à maîtriser son image, ou tout du moins éviter les erreurs flagrantes, comme tout organisateur de manifestations, et dispose pour cela d'un service de presse - Media Mecca -auquel doivent s'adresser les journalistes pour obtenir une autorisation.
Cependant, plusieurs journalistes semblent avoir eu affaire à des demandes de vérification de leurs écrits et de leurs photos, voire des refus de publication. Notamment en ce qui concerne certains sujets « sensibles », qui ne font certainement pas une bonne publicité à l’événement. Certains photographes et journalistes indépendants dénoncent la contradiction, sinon l'hypocrisie, de l'organisation rendant difficile l'utilisation de leur travail à des fins commerciales, alors que nombre de petites entreprises sont, elles, autorisées, ainsi que les médias plus importants comme les médias de masse.
En 2015, la chaîne de restaurants Quiznos se rend au festival et y tourne une publicité sous forme de parodie où l'on peut apercevoir des œuvres et le Man filmés sans autorisation. Malgré l'aspect humoristique de la vidéo, de l'aveu même du BM, l'organisation soucieuse de protéger son image, et la propriété intellectuelle des participants, à la suite de plaintes des artistes et participants, a officiellement demandé à la chaîne de restaurants de supprimer cette vidéo. Le BM envisageait, à ce stade, de porter plainte contre la chaîne de restaurants.
À plusieurs reprises, le BM a porté plainte contre des sociétés ayant filmé sans autorisation, dans l'intention de faire du profit à partir de l’événement. Une vidéo pornographique a notamment donné lieu à un procès et une condamnation.

## Éditions régionales et internationales
La popularité de Burning Man incite d’autres groupes, dès 1997, à mettre sur pied des manifestations similaires ailleurs. Ainsi, ces dernières années, des burners souhaitant vivre une expérience de type BM plus proche de chez eux se sont associés pour organiser des éditions régionales dans leurs régions. Les premiers groupes régionaux sont apparus à Austin, North Bay, ainsi qu'au Canada. En 1998, le groupe d'Austin organise le premier « vrai » événement BM régional, le Burning Flipside. D'autres événements alternatifs se créent ensuite comme le Burning Moose Man, en Ontario (Canada), le Burning Toast en Arizona. Ainsi, les représentants locaux du BM qui n'étaient au départ que des centres d'information à propos du BM deviennent des organisateurs, des « créateurs de communautés » à leur tour.
Un certain nombre de ces manifestations sont officiellement affiliées au BM par le biais du Burning Man Regional Network, le réseau des BM régionaux.
Pour que cette affiliation officielle puisse être accordée, il est exigé que l'événement concerné satisfasse à un ensemble de normes définies par l’organisation, notamment l'acceptation des responsabilités que cela entraîne et l'adhésion aux dix principes. Les représentants régionaux, par l’intermédiaire d'une « lettre de compréhension » s'engagent à respecter ces principes. En contrepartie, ils sont autorisés à organiser des événements sous l’intitulé de Burning Man Regional. Les rencontres et autres événements organisés par les groupes régionaux peuvent être mis en ligne sur un « calendrier des événements régionaux ».
Les contacts régionaux et les responsables de communautés régionales ou nationales du monde entier se réunissent, tout au long de l'année, dans des rassemblements « supra-régionaux/nationaux » pour partager leurs connaissances, apprendre ensemble et créer des réseaux : 
- Global Leadership Conference, de 2007 à 2017, San Francisco Bay Area.
- European Leadership Summit, déjà organisé à Berlin, Amsterdam, Barcelone, Stockholm, Nantes[304].
- Southeastern Leadership Roundtable, aux États-Unis.
- Multi-Regional Summit, Californie et Nevada.
- Mid-Atlantic Leadership Conference, Washington, Baltimore.
- Australia/New Zealand Leadership Summit, Melbourne.
- Rocky Mountain Burning Arts Summit.
- Jozi Burner Summit, en Afrique du Sud, à Johannesburg.

Ces réunions portent non seulement sur les connaissances et les compétences nécessaires au bon déroulement des événements, mais aussi sur l'apprentissage de niveau supérieur, notamment la création d'entreprises, l'assurance et la gestion des risques, la rédaction de demandes de subventions et d'autres sujets organisationnels importants. En outre, il existe plusieurs groupes d'aide aux groupes régionaux, mis en place par le BM : Regional Events Committee, Conflict Support Meta Regionals Subcommittee, Meta Regionals Committee…
En 2020, il existe à travers le monde plus de 100 groupes régionaux affiliés et répertoriés par le BM. Principalement en Amérique du Nord, (majoritairement États-Unis, mais aussi Canada) et en Europe. Des événements sont aussi organisés en Asie et en Australie. Quelques-uns aussi, en Amérique du Sud, Inde, Moyen-Orient. Sur le site du BM, une carte interactive permet de trouver les contacts dans chaque pays, (mais ne recense pas forcément les événements BM).

### Europe
En Europe se tient tous les ans depuis 2014 (sauf en 2020, reporté) un rassemblement « supra-national », le European Leadership Summit, dont « L'objectif est de favoriser une atmosphère de co-apprentissage inspirante au sein d'un groupe international diversifié de « leaders culturels ». Les participants partageront entre eux leurs expériences, leur expertise durement acquise, leurs succès et leurs défis, tirés de leurs efforts déployés tout au long de l'année pour favoriser les événements et les initiatives communautaires locales inspirés des 10 principes de Burning Man. »
Les événements (comités régionaux et événements confondus) en Europe sont assez nombreux. Des événements de type purement Burning Man existent également. Ceux qui se tiennent régulièrement comprennent : le Nowhere (en) en Espagne (près de Saragosse, aux alentours de 4 000 participants), la Crème brûlée en France (dans la région parisienne en 2016 puis dans la Creuse), le Borderland en Suède,, le Magic Forest en Ukraine, et le Where the Sheep Sleep aux Pays-Bas.

### États-Unis
- Dans l'Oregon : SOAK[314], du groupe régional Precipitation[315]
- Dans le Missouri : InterFuse
- À San Diego : Xara Dulzura
- Dans le Colorado : Apogaea (en)
- Dans le Delaware : Playa del Fuego (en)
- En Nouvelle-Angleterre :  Firefly Arts Collective (en)
- Au Texas : Burning Flipside (en)
- Dans l'Indiana : AuraMa.
- En Arizona : Toast

### Canada
- En Ontario : Hyperborea
- Au Québec : L'Osstidburn
- En Colombie-Britannique : Recompression
- En Alberta : Freezer Burn.

### Moyen Orient
- En Israël : Midburn (en) : depuis 2014, il est le deuxième plus gros régional après l'AfrikaBurn en Afrique du Sud. Il accueille environ 8 000 personnes[316].

### Pacifique
- En Nouvelle-Zélande : Kiwiburn (en)[317].
- Plusieurs groupes en Australie[318].
- Au Japon :  Burning Japan[319].

### Afrique
- Afrique du Sud : AfrikaBurn (en) , il s'agit du plus gros BM régional en dehors des États-Unis. Situé dans le Parc national de Tankwa Karoo depuis 2007. Il compte environ 11 000 personnes chaque année[320].

### Sur Internet
En 2020 et 2021 la pandémie de Covid-19 a pour effet d'annuler la tenue du BM historique dans le désert, ainsi que tous les rassemblements internationaux. L'organisation met en place un « Virtual Burning Man » sur Internet, le Multiverse. Ce sont huit univers interactifs qui sont proposés aux burners du monde entier, certains gratuits, d'autres payants, par l'intermédiaire d'une plateforme de réalité virtuelle et d'un site spécialement créé pour l'occasion.

## Influence sur la culture alternative

### Festival transformationnel
Fondé sur des principes de participation, de responsabilité civique, d'inclusion radicale et d'autonomie, Burning Man inspire de nombreux rassemblements similaires à travers le monde. En 2010, lors d'une conférence TEDx à Vancouver, le réalisateur de documentaires Jeet Kei Leung introduit le terme « festival transformationnel » pour désigner ce qu'il décrivait comme un « phénomène culturel remarquable »,.

## Dans la culture populaire

### Reportages et documentaires
Il existe beaucoup de documentaires consacrés au BM, principalement en anglais. Ci-dessous une sélection. Pour une liste plus détaillée, on pourra consulter des sites spécialisés comme IMDb.
- Art on Fire, Gerald Fox, août 2020, documentaire produit par Burning Man Project, d'après le livre de Jennifer Raiser[327]
- J'irai dormir chez l'homme qui brûle, où Antoine de Maximy se rend à Burning Man[328].
- Spark : A Burning Man Story, Steve Brown, Jessie Deeter, 2013[329].
- Dust and Illusions, 30 years of History, Burning Man, Olivier Bonin, 2009[330].

### Télévision et cinéma
- The Girl from the Song[331]
- Dans l'épisode 2 de la saison 1 de la série The Billion Dollar Code, les deux personnages principaux y vont.
- Dans l'épisode 1 de la saison 7 de la série Malcolm Allumez le Feu, est dédié au Burning Man[73].
- L'épisode 4 de la première saison de American Dad!
- Dans l'épisode 2 de la saison 9 (Crève Hippie, crève !) de la série South Park, on aperçoit une effigie humaine en bois sur laquelle figure « Drum Man ». Dans l'épisode 13 (Le Coon contre le Coon et sa bande) de la saison 14 de cette même série.
- Dans l'épisode 7 de la saison 26 (Blazed and Confused) de la Série Les Simpson, La famille se rend au « Blazing Guy ».

### Jeux vidéo
- Dans Watch Dogs 2, le groupe de hacker Dedsec se rend au Burning Man.